# Personaggi di Star Trek: Deep Space Nine
Questa è una lista dei personaggi della serie tv Star Trek: Deep Space Nine,  apparsi anche in opere derivate dalla stessa, quali fumetti, romanzi e videogiochi.

## Personaggi principali
- Benjamin Sisko, interpretato da Avery Brooks (stagioni 1-7), doppiato in italiano da Fabrizio Temperini.
- Kira Nerys, interpretata da Nana Visitor (stagioni 1-7), doppiata in italiano da Monica Gravina.
- Odo, interpretato da René Auberjonois (stagioni 1-7), doppiato in italiano da Guido Cerniglia (stagioni 1-3) e da Oliviero Dinelli (stagioni 4-7).
- Jadzia Dax, interpretata da Terry Farrell (stagioni 1-6), doppiata in italiano da Roberta Pellini.
- Worf, interpretato da Michael Dorn (stagioni 4-7), doppiato in italiano da Paolo Marchese.
- Julian Bashir, interpretato da Alexander Siddig (stagioni 1-7), doppiato in italiano da Gianni Bersanetti. Ufficiale medico umano potenziato.
- Miles O'Brien, interpretato da Colm Meaney (stagioni 1-7), doppiato in italiano da Emilio Cappuccio.
- Ezri Dax, interpretata da Nicole de Boer (stagione 7), doppiata in italiano da Paola Majano.
- Quark, interpretato da Armin Shimerman (stagioni 1-7), doppiato in italiano da Giulio Platone (stagioni 1-6) e da Luca Dal Fabbro (stagione 7).
- Jake Sisko, interpretato da Cirroc Lofton (stagioni 1-7), doppiato in italiano da Luca Sandri (home video) e da Massimiliano Alto (televisione), e da Tony Todd (stagione 4).
È uno scrittore e il figlio del Capitano della base spaziale Deep Space Nine, Benjamin Sisko e di Jennifer Sisko. Cirroc Lofton interpreta il personaggio in 173 dei 176 episodi della serie, fin dal primo episodio pilota (L'emissario (prima parte)) all'ultimo (Quel che si lascia (seconda parte)). Il personaggio, nell'episodio Il visitatore, viene inoltre interpretato, da adulto, dall'attore Tony Todd che, in The Next Generation e Deep Space Nine, interpreta anche il klingon Kurn/Rodek.

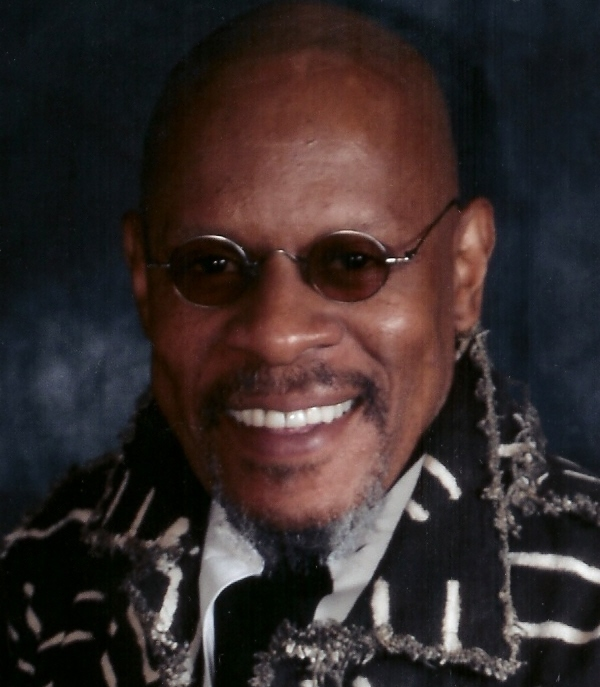
Avery Brooks, interprete di Benjamin Sisko
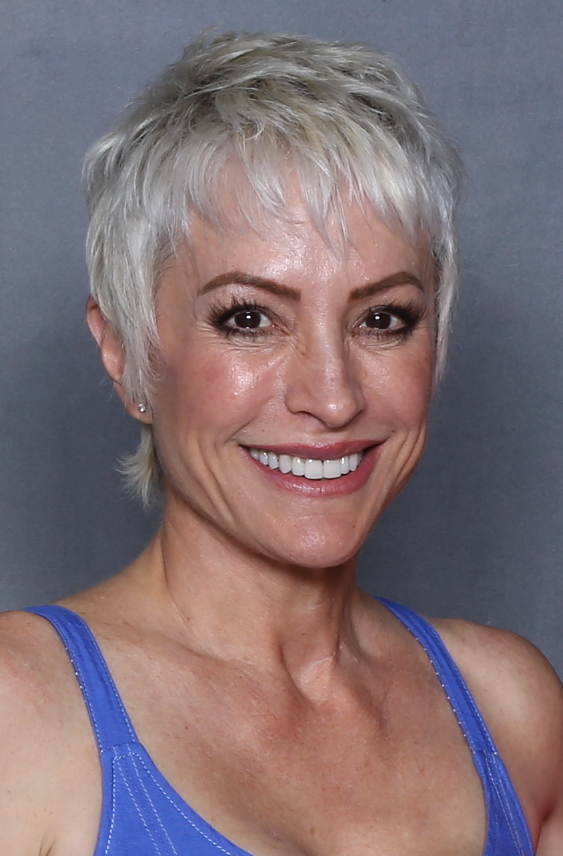
Nana Visitor, interprete di Kira Nerys
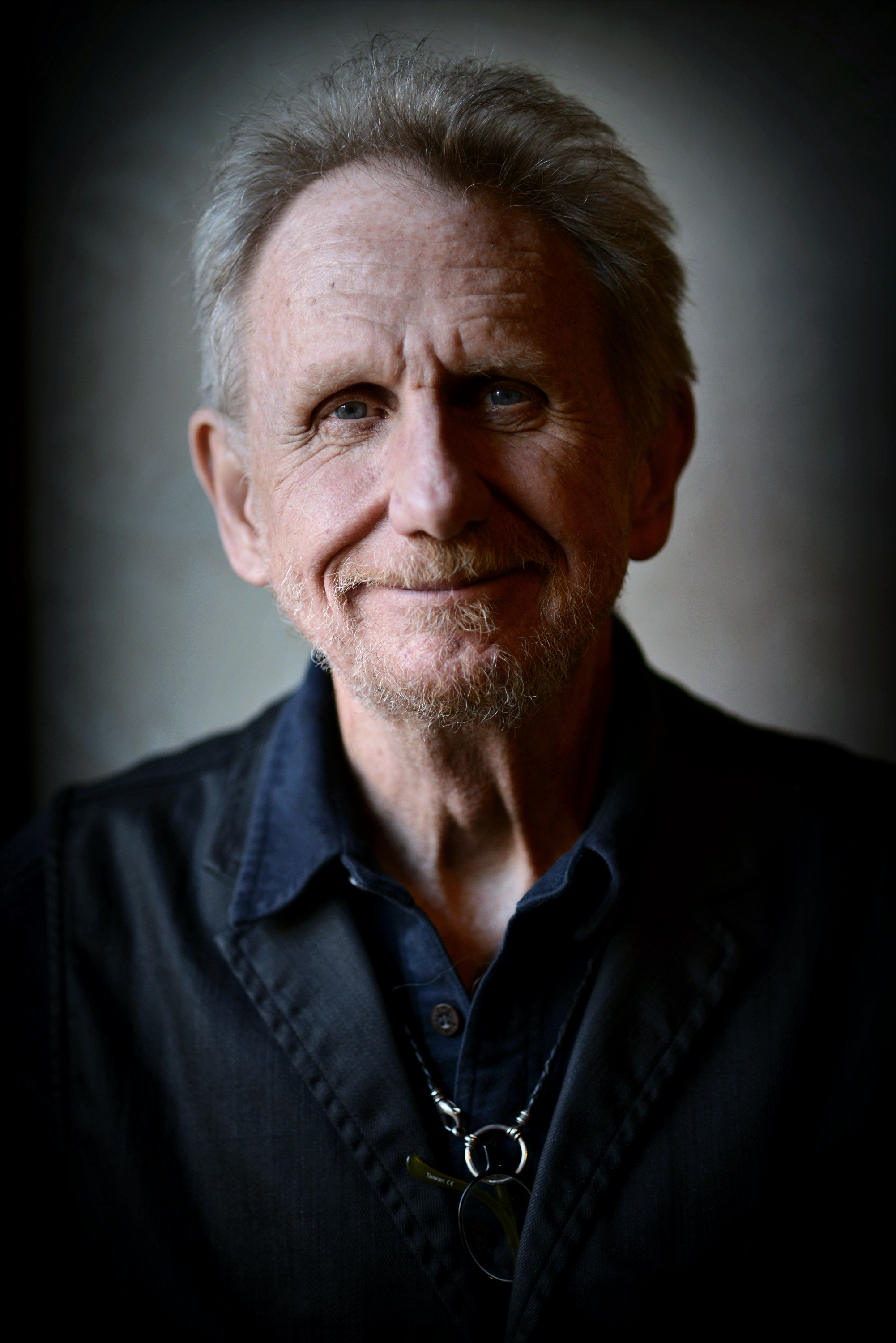
René Auberjonois, interprete di Odo
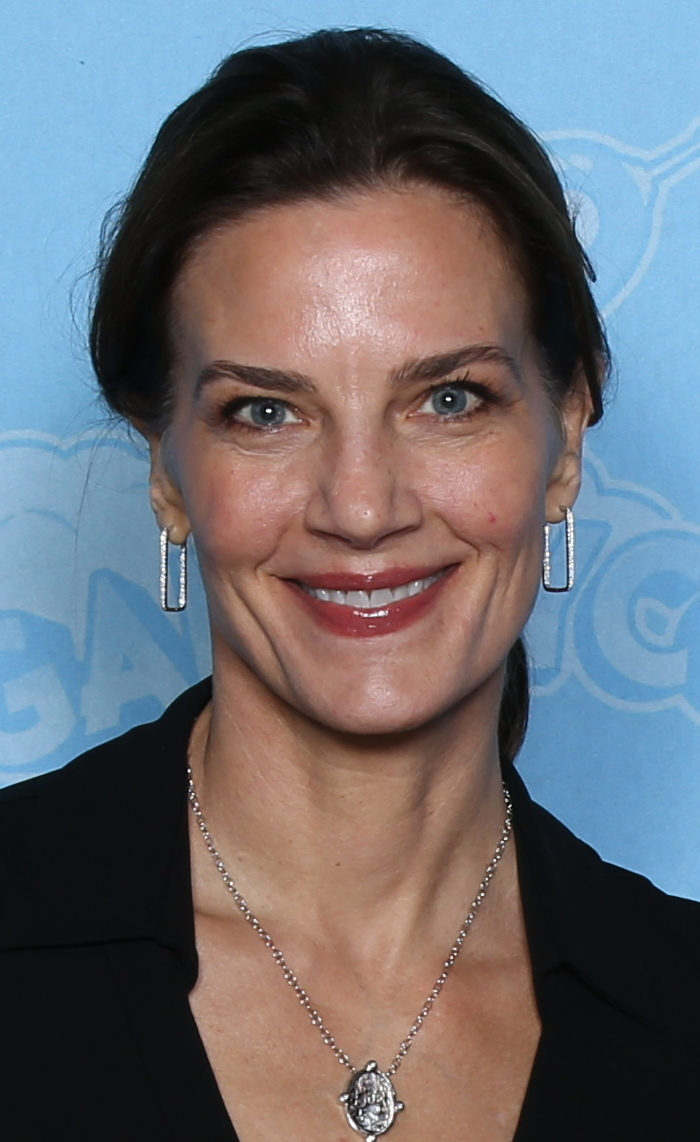
Terry Farrell, interprete di Jadzia Dax
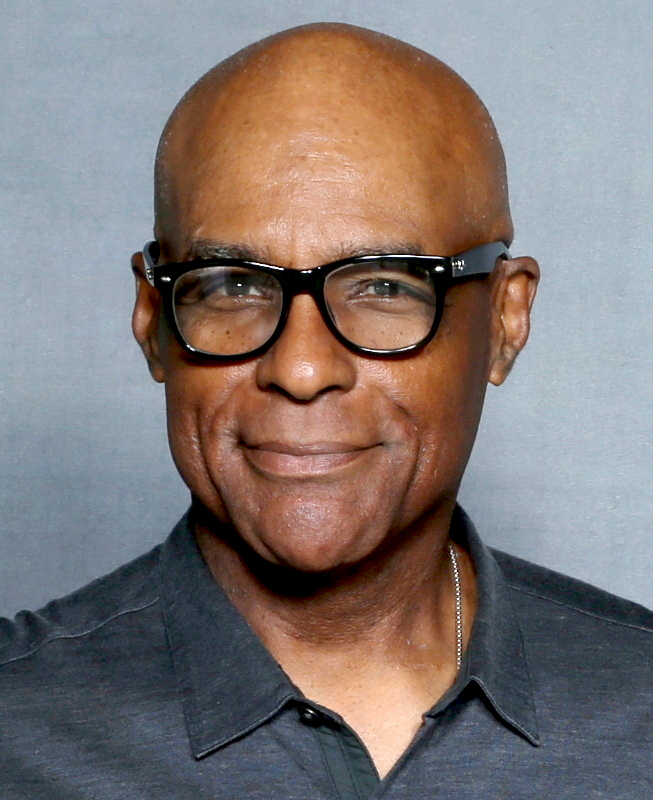
Michael Dorn, interprete di Worf
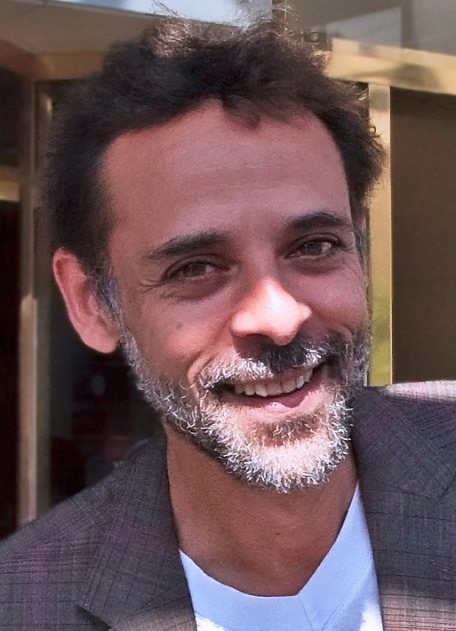
Alexander Siddig, interprete di Julian Bashir
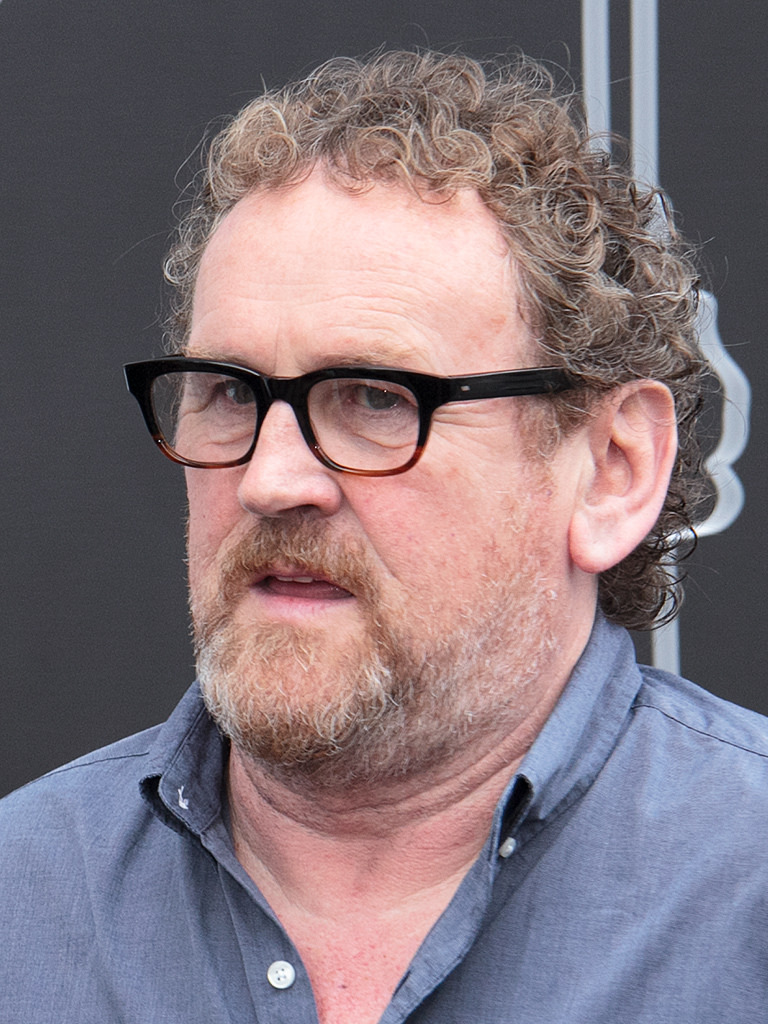
Colm Meaney, interprete di Miles O'Brien
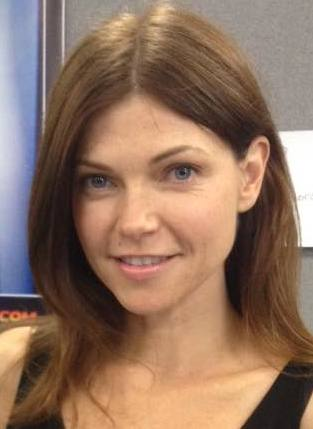
Nicole de Boer, interprete di Ezri Dax
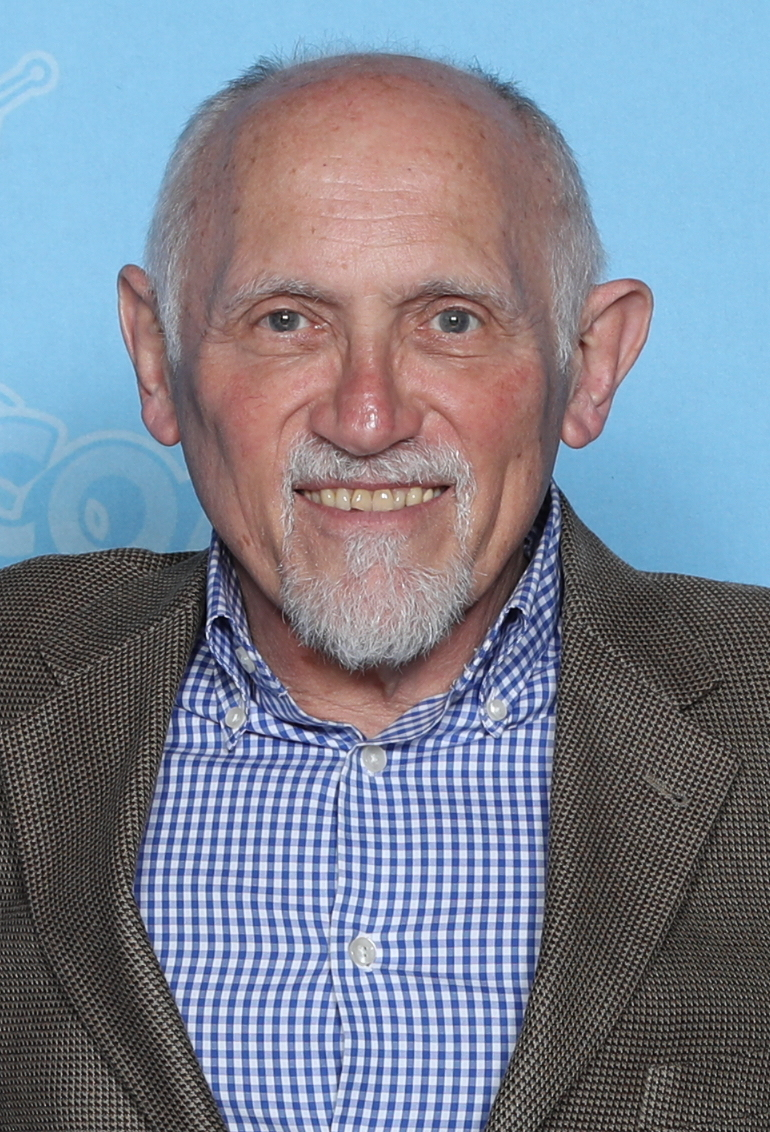
Armin Shimerman, interprete di Quark
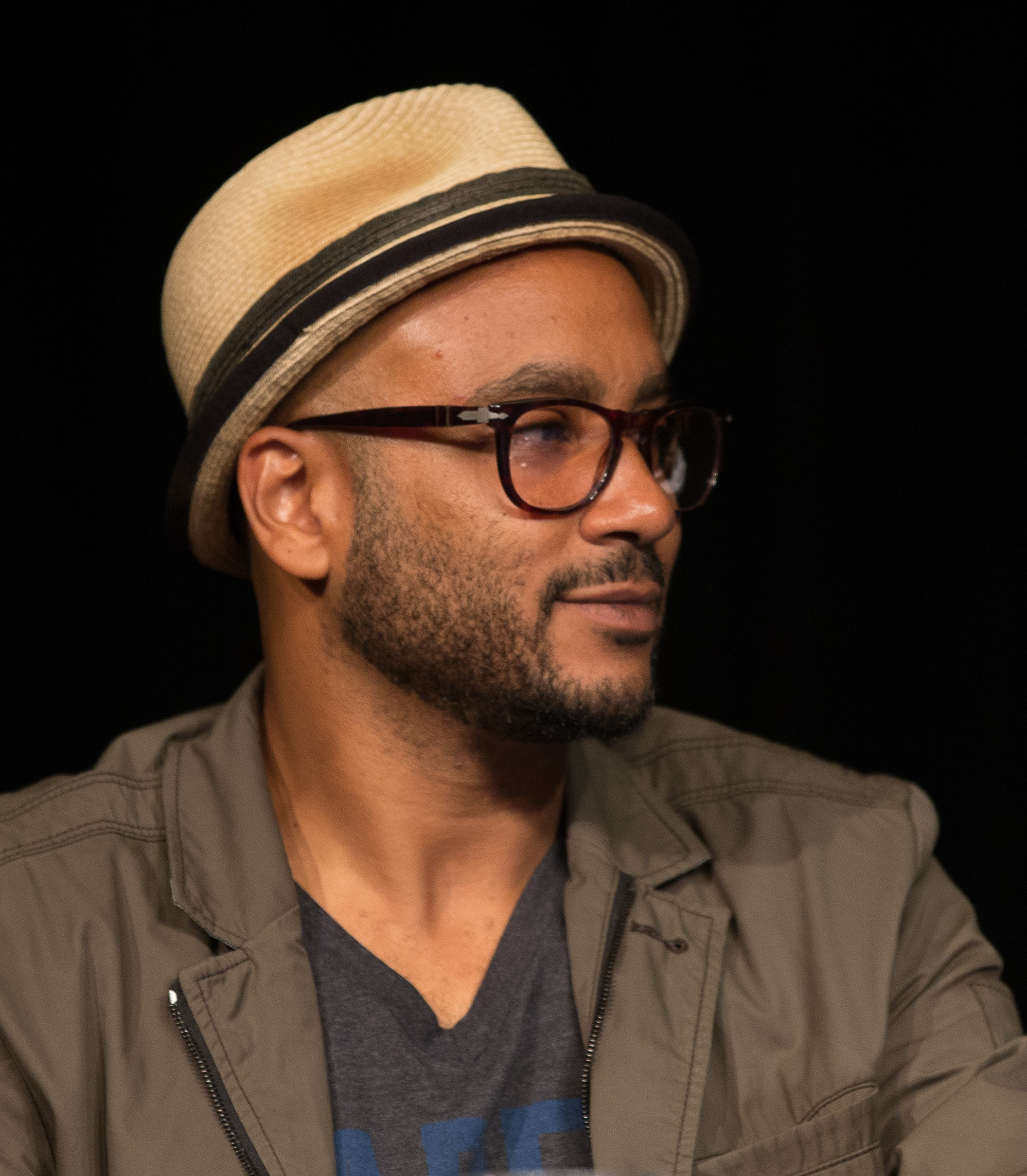
Cirroc Lofton, interprete di Jake Sisko

## Personaggi secondari

### Bajoriani
- Jaro Essa (stagione 2), interpretato da Frank Langella, doppiato in italiano da Sergio Tedesco.
È un ambizioso politico conservatore membro della Camera dei Ministri. Nel 2370 Jaro accoglie Li Nalas, appena liberato da un campo di prigionia cardassiano, a bordo della stazione Deep Space Nine. Nello stesso tempo sfrutta l'opportunità per esporre le proprie idee politiche ai Bajoriani presenti sulla stazione. Più tardi si scopre che Jaro è il leader di un gruppo terrorista chiamato “Alleanza per l'Unità Globale”, conosciuto anche come "il Cerchio". Jaro coinvolge il Cerchio in un colpo di Stato al fine di rovesciare il governo provvisorio allora in carica e diventare così egli stesso il nuovo leader. Con questo scopo, Jaro cerca l'appoggio di Vedek Winn, che sogna anch'ella di riportare Bajor a valori "più ortodossi". Sfortunatamente per Jaro, la scoperta del coinvolgimento cardassiano nelle attività del Cerchio è portata all'attenzione della Camera dei Ministri. Jaro è successivamente allontanato dal potere.[1][2][3]
- Kai Opaka (stagioni 1-4), interpretata da Camille Saviola, doppiata in italiano da Laura Rizzoli (stagione 1, home video), Paola Piccinato (stagioni 1-2) e Noemi Gifuni (stagione 4).
Leader spirituale e politico del popolo bajoriano, è una tra i più popolari Kai della storia. Nacque su Bajor nel 2300 circa. Ricoprendo per lungo tempo la carica di Kai durante la crudele Occupazione cardassiana, Kai Opaka fornì continuamente al suo popolo la forza e l'unità di cui esso aveva bisogno per sopravvivere a questo periodo. Perse il proprio figlio nel massacro di Kendra Valley. Prylar Bek è creduto responsabile di avere informato i Cardassiani sul luogo dove si trovava l'accampamento dei ribelli, ma sebbene non si sia mai saputo, fu lei (per mezzo di Vedek Bareil) a ordinare a Bek di rivelare l'ubicazione dei partigiani alla Milizia cardassiana. In questo modo suo figlio e altre quarantadue persone furono uccise, ma più di milleduecento ebbero salva la vita.[4] Sebbene fosse divenuta una eremita durante la maggior parte dell'ultimo periodo di Occupazione, ella torna alla vita pubblica nel 2369 per incontrare il comandante di Deep Space Nine Benjamin Sisko, che le vuole parlare nella speranza che ella possa essere di aiuto per unire le varie fazioni politiche che stanno provocando una guerra civile su Bajor. Opaka invece lo identifica come l'Emissario, profetizzato che avrebbe salvato e unito il suo popolo, e lo aiuta nel compimento del suo destino: scoprire il Tempio Celeste e contattare i Profeti. Nel tardo 2369, a seguito di una visione data da un Cristallo dei Profeti, Kai Opaka visita Deep Space Nine e prega l'Emissario di condurla attraverso il tunnel spaziale per visitare il Quadrante Gamma. Durante il viaggio il runabout Yangtzee Kiang, che trasporta Opaka, Sisko, Bashir e Kira, precipita su una luna inesplorata del Quadrante Gamma e Opaka rimane uccisa. I microbi artificiali presenti su questa luna la riportano in vita. Sfortunatamente la natura di questi microorganismi le rende impossibile abbandonare il luogo. Opaka accetta la situazione come un segno della volontà dei Profeti, che vogliono che ella resti lì ad aiutare i prigionieri incarcerati su quella luna portando loro la pace.[5] Dopo la sparizione di Kai Opaka dalla comunità religiosa bajoriana, inizia una lotta per scegliere chi debba essere il nuovo o la nuova Kai. Il suo successore è Kai Winn. Nel 2372, durante il breve periodo in cui vengono ricostituite le caste D'Jarras, Kai Opaka appare a Sisko in un sogno simile a un'esposizione ai Cristalli.[6] Sisko è stato disconosciuto nel suo ruolo di Emissario, e Opaka lo esorta a interpellare direttamente i Profeti per riottenere il titolo, ricordandogli che è lui il vero Emissario. Precedentemente Opaka era apparsa a Vedek Bareil durante un incontro col Cristallo della Profezia.
- Leeta, interpretata da Chase Masterson, doppiata in italiano da Giorgia Brugnoli (stagioni 4-5) e Giò Giò Rapattoni (stagioni 5-7).
 Nelle sue prime apparizioni, Leeta lavora come ragazza dabo[N 1] nel bar di Quark. In seguito intrattiene una relazione sentimentale con il medico della stazione, il dottor Julian Bashir. A partire dalla quinta stagione si innamora di Rom, il fratello ferengi di Quark, e i due si sposano poco prima che la stazione Deep Space Nine venga attaccata e occupata dalle forze del Dominio. Leeta viene mandata su Bajor durante la guerra. Segue il marito quando il Grande Nagus Zek lo nomina suo successore.
- Li Nalas (stagione 2), interpretato da Richard Beymer, doppiato in italiano da Saverio Moriones.
È un ex-combattente della Resistenza, divenuto un eroe per il proprio popolo. Si narra infatti che, mentre si trovava nella Valle di Sahving, in un combattimento corpo a corpo uccise Gul Zarale, un ufficiale cardassiano responsabile del massacro di sei villaggi durante l'occupazione cardassiana del pianeta Bajor. In realtà fu una fortunata coincidenza: infatti Li Nalas si trovò davanti il Cardassiano mentre questi stava facendo il bagno in un lago, e gli sparò. Il Cardassiano gli cadde addosso, e i compagni di Li Nalas, che non erano presenti al fatto, trovandolo in quella posizione credettero che il Cardassiano lo avesse attaccato, e che fosse rimasto ucciso durante il combattimento. Si credeva che Li fosse stato a sua volta ucciso dai Cardassiani nel 2360 ma in effetti fu catturato e portato su Terok Nor per essere impiegato nella lavorazione dei minerali. Successivamente fu internato nel campo di lavoro Hutet su Cardassia IV e liberato nel 2370 dal maggiore Kira Nerys. Al suo ritorno Li è accolto come un eroe dal popolo e dal Governo provvisorio bajoriano, che gli conferisce il titolo onorario di Navarca. Subito dopo è assegnato alla stazione spaziale Deep Space Nine come ufficiale di collegamento per rimpiazzare il maggiore Kira Nerys. È ucciso nel 2370 a bordo di Deep Space Nine dal colonnello Day, un membro della milizia bajoriana leale al Cerchio (movimento politico bajoriano ultraconservatore guidato dal ministro Jaro Essa), mentre fa scudo col proprio corpo al comandante Benjamin Sisko, salvandogli così la vita. Li Nalas viene ricordato come un eroe che è morto per la libertà del suo popolo. Anche se ha cercato in ogni modo di abbattere la sua fama di eroe, dato che l'uccisione di Gul Zarale fu di fatto un incidente, e lo stesso Li non ha fatto mai un segreto di questo, dopo la sua morte Sisko decide che non è necessario rivelare la verità su questo eroe bajoriano e di lasciare vivere la leggenda di Li Nalas.[1][2][3]
- Mora Pol, interpretato da James Sloyan.
 Il dottor Mora è uno scienziato assegnato a studiare il mutaforma che sarebbe diventato poi Odo. Mora studiò ed istruì Odo presso il Centro bajoriano per la scienza durante l'occupazione cardassiana di Bajor (2358–2365). Quando Odo assunse la forma umanoide, imitò lo stile di capelli di Mora. Mora non si rese conto che Odo fosse senziente e, sotto pressione da parte dei Cardassiani che pretendevano delle risposte, adottò metodi discutibili nei suoi esperimenti. Odo lasciò l'istituto due anni dopo, provando un profondo risentimento per il dottore. I due si riconciliano nel 2373, quando il dottor Mora giunge su Deep Space Nine per aiutare Odo nell'accudire un mutaforma bambino.[7]
- Shakaar Edon (stagioni 3-5), interpretato da Duncan Regehr, doppiato in italiano da Massimo De Ambrosis.
Nato nella provincia di Dahkur in una famiglia appartenente alla D'Jarra dei contadini, Shakaar Edon (pr. Y'dahn) guidò durante l'Occupazione uno dei più noti e riusciti gruppi di Resistenza bajoriani, che da lui prendeva il nome. Di questo gruppo fece parte Kira Nerys. Tra le azioni degne di nota troviamo la liberazione del noto campo di lavoro di Gallitep. Tornato a Dahkur dopo la ritirata cardassiana, Shakaar sistemò una fattoria per farne la propria occupazione principale. Sfortunatamente il terreno era stato avvelenato dai Cardassiani durante la Ritirata, e non poteva essere coltivato senza prima essere stato bonificato con gli adeguati attrezzi. Questi attrezzi sono stati resi disponibili dal Ministero dell'Agricoltura del Governo bajoriano nel 2371, ma prima che possano essere usati il Primo Ministro reggente Kai Winn, che si era installata dopo la morte del Primo Ministro in carica Kalem Apren, ne ordina la restituzione immediata per assegnarli alla provincia di Rakantha. Quando Shakaar e un certo numero di altri contadini di Dahkur rifiutano di obbedire, l'inesperienza politica di Kai Winn la porta a sfiorare una guerra civile. L'agitazione civile prosegue e a questo punto Shakaar diviene il punto focale della controversia, che risolve solo minacciando di denunciare il ruolo della Kai come fomentatrice dell'agitazione stessa. Dopo questi fatti, il sostegno popolare per la posizione da lui assunta lo convince a candidarsi alla carica di Primo Ministro. Viene eletto, e questo rappresenta un duro colpo per le ambizioni politiche di Kai Winn, che non riusce a opporglisi. Come Primo Ministro, Shakaar visita Deep Space Nine nel 2372, allo scopo di partecipare alla conferenza riguardante l'ammissione di Bajor alla Federazione. Durante la conferenza l'organizzazione estremista cardassiana "La Giusta Via" organizza un attentato alla sua vita, che però fallisce. Durante la visita egli intreccia una relazione romantica con Kira Nerys. Nello stesso anno Shakaar chiede a Kira di partecipare con lui a una conferenza diplomatica su Korma, e per convincerla ad accettare questo difficile compito la invita a cena nel ristorante preferito di Kira nella città di Jalanda. Nel 2373 Shakaar passa molto tempo con Kira per assisterla durante la sua gravidanza, accompagnandola poi a bordo di Deep Space Nine per assistere al parto.[7] Nello stesso anno, mentre visita Kendra Shrine con Kira, alcuni Vedek dicono che le loro strade non erano fatte per proseguire insieme. A seguito di questo avvertimento Shakaar rompe la relazione con lei.
- Vedek Bareil, vero nome Bareil Antos (stagioni 1-6), interpretato da Philip Anglim, doppiato in italiano da Paolo Maria Scalondro.
Bareil iniziò il suo cammino spirituale come giardiniere di un monastero, e anche dopo essere diventato un importante leader spirituale continuò a coltivare la terra per divertimento. Durante l'Occupazione, Bareil fu internato nel campo profughi di Relliketh. Divenne un collaboratore prezioso di Kai Opaka e dopo la sua morte si candidò alla carica di Kai, opponendosi a Kai Winn. Considerato a lungo un elemento progressista all'interno dell'Assemblea dei Vedek, nel 2369 Bareil scampa a un tentativo di assassinio sulla stazione Deep Space Nine, organizzato da Vedek Winn.[8] Nel 2370 Bareil inizia una relazione romantica con il maggiore Kira Nerys. Sebbene sia divenuto il candidato principale per assumere la carica di Kai, Bareil ritira la sua nomina poco prima dell'elezione, nel 2370, al fine di evitare che si scopra il coinvolgimento di Kai Opaka nella strage di Kendra Valley. Bareil infatti sapeva che Kai Opaka aveva rivelato ai Cardassiani l'ubicazione dei partigiani, sacrificando quarantadue vite, tra le quali quella di suo figlio, per salvarne oltre milleduecento.[4] Egli aveva mantenuto il segreto per anni e quando nel 2370 Winn decide di riaprire l'inchiesta egli giunge a sacrificare le sue ambizioni politiche pur di proteggere la memoria di Kai Opaka. Bareil non permette alla delusione per questa sconfitta di fermarlo e, pur lasciando raramente il suo stile di vita monastico, nel 2371 accetta di diventare l'assistente di Kai Winn. Come suo rappresentante, Bareil conduce cinque mesi di trattative con il Legato Turrel, creando i presupposti per lo storico trattato di pace tra Bajor e Cardassia. Viene ferito mentre è a bordo di un vascello da trasporto che lo conduce assieme a Kai Winn su Deep Space Nine per firmare il trattato per il quale aveva tanto lavorato. Grazie alle cure esperte del dottor Julian Bashir, Bareil sopravvive il tempo sufficiente per aiutare Kai Winn a completare i delicati colloqui finali, ma a seguito delle gravi ferite riportate, appena dopo la firma dello storico trattato di pace, Vedek Bareil muore.[9] Bareil credeva che era stato per volontà dei Profeti il fatto che egli non fosse morto durante l'esplosione, così da poter vedere il successo delle trattative di pace alle quali teneva tanto. Era il 2371. Nel 2374 il suo alter ego dell'universo dello specchio, che è però un ladro, raggiunge il continuum spazio-temporale della Federazione per sfuggire all'Alleanza Klingon/Cardassiana che gli dava la caccia. Prende Kira in ostaggio, ma ben presto lei lo convince a lasciarla libera. Bareil è segretamente legato all'Intendente Kira e con lei aveva deciso di rubare e portare nel suo universo uno dei Sacri Cristalli, il Cristallo della Profezia e del Cambiamento. Dopo che Vedek Ossan gli permette di incontrare il Cristallo, Bareil rinuncia al suo intento e ritorna nel suo continuum.[10]
- Winn Adami, nota anche con il titolo prima di Vedek Winn e poi di Kai Winn (stagioni 1-7), interpretata da Louise Fletcher, doppiata in italiano da Noemi Gifuni.

### Cardassiani
- Damar (stagioni 4-7), interpretato da Casey Biggs.
È un ufficiale che ha servito sotto il comando di Gul Dukat come glinn[N 2] sulla nave cargo Groumall e successivamente su Terok Nor, quando i Cardassiani riprendono temporaneamente il controllo della stazione con l'aiuto del Dominio. Damar è un buon ufficiale tattico e inizialmente è fedele a Dukat, sebbene sia evidente che non approvi l'alleanza con il Dominio. Nel periodo dell'occupazione cardassiana Damar escogita un piano per smantellare il campo minato posto dalla Federazione all'ingresso del tunnel spaziale, e questo gli vale la promozione a gul. In seguito, mentre i Cardassiani stanno lasciando la stazione, ripresa dalle forze della Federazione, Damar apprende che Ziyal, figlia di Dukat, ha aiutato la resistenza e la uccide dinanzi agli occhi del padre.[11] Ciò gli procurerà l'inimicizia personale di Kira Nerys e di Dukat stesso, ma anche la promozione a legato. Successivamente, con Dukat affetto da crollo nervoso provocato dalla morte della figlia, Damar viene nominato nuovo comandante in capo di Cardassia. Rispetto a Dukat sembra avere un atteggiamento meno malvagio e non è mosso da un desiderio di vendetta personale, bensì dall'obiettivo di rendere Cardassia un pianeta forte. Ha la passione per il Kanar, liquore tipico cardassiano, al punto che afferma di "non fidarsi di alcuno che non beva kanar". Nella settima stagione, resosi finalmente conto che il Dominio sta utilizzando i Cardassiani come una pedina per la conquista del Quadrante Alfa, Damar rompe l'alleanza e si schiera contro il Dominio, incoraggiando il suo popolo a combatterlo.[12] Come leader della ribellione cardassiana trova l'aiuto della Federazione ma sotto la supervisione di Kira Nerys, promossa al grado di comandante della Flotta Stellare.[13] Quando le forze del Dominio rapiscono e uccidono sua moglie e suo figlio, Damar comprende la prospettiva dei Bajoriani durante l'occupazione cardassiana del loro pianeta. Nonostante abbia un ruolo da antagonista, mette infine da parte la sua antipatia ed arronganza: muore in battaglia combattendo per una giusta causa, insieme alla comandante Kira ed Elim Garak in un tentativo finale di riprendere il controllo di Cardassia I.[14]
- Elim Garak (stagioni 1-7), interpretato da Andrew Robinson, doppiato in italiano da Paolo Buglioni (stagione 1), Luigi Montini (stagione 2), Giancarlo Padoan (stagione 3) e Franco Mannella (stagioni 4-7).
È un esiliato ed ex spia della temuta organizzazione di intelligence chiamata Ordine Ossidiano. durante l'esilio si stabilisce sulla stazione spaziale Deep Space Nine aprendo un negozio di sartoria. Durante molti episodi della serie è infatti apparentemente un innocuo sarto, ma al contempo è un personaggio complesso. Nelle sue conversazioni accenna spesso a segreti nascosti e retroscena, mostrando inaspettate competenze e conoscenze in svariati campi. Garak a volte prende parte, in modo volontario o per pura coincidenza, a operazioni sotto copertura per conto della Federazione che gestisce la stazione spaziale.
Garak è uno tra i pochi Cardassiani a non svolgere quasi mai il ruolo di antagonista. Sebbene agisca spesso per conto proprio e nell'interesse del suo popolo, finisce sempre con l'aiutare il prossimo, consapevolmente o meno, e grazie alle sue abilità si rivela col tempo un prezioso alleato della Federazione. Tuttavia, in qualche occasione gli altri Cardassiani avvisano il personale della Federazione del fatto che Garak è "un uomo molto pericoloso con una mente traditrice", ma tutto sommato nel corso della serie svolge un ruolo piuttosto positivo, pur mantenendo l'ambiguità tipica dei Cardassiani, alternando sensibilità e cordialità ad atteggiamenti sinistri e con molte diverse sfaccettature.
- Enabran Tain, interpretato da Paul Dooley.
È il padre biologico di Elim Garak, sebbene non l'abbia mai ammesso pubblicamente, giudicando il figlio una «debolezza che non poteva affrontare». Tain ha diretto l'Ordine Ossidiano per vent'anni, prima di ritirarsi. È stato l'unico capo dell'Ordine a vivere abbastanza a lungo da raggiungere il pensionamento. Noto per la sua spietatezza (tanto che molti dicono che manchi di un cuore), non ha riposto la sua fiducia in alcuno, se non la sua governante Mila. Immediato superiore del figlio Elim (che ha formato a propria immagine), è anche direttamente responsabile del suo esilio, determinato da un tradimento non meglio specificato. Tain sviluppa un piano per distruggere il mondo natale dei Fondatori con una flotta congiunta costituita da navi dell'Ordine Ossidiano e della Tal Shiar. L'operazione però fallisce quando un mutaforma riesce a infiltrarsi nella flotta, che viene distrutta dai Jem'Hadar. Tain viene creduto morto nell'esplosione della sua nave da guerra; viene invece catturato dalle forze del Dominio e tenuto prigioniero nel campo d'internamento 371.[15] Nel 2373 Tain riesce a inviare un segnale a Garak modificando il sistema di supporto vitale delle baracche del campo. Quando Garak riesce a raggiungerlo, Tain è però morente, affetto da problemi di cuore. Sul letto di morte, assicuratosi che i suoi vecchi nemici siano ormai morti, Tain chiede a Garak di scappare e vendicarlo con il Dominio. Garak è disposto ad accettare solo però se Tain glielo chiede in quanto suo padre, cosa che lui effettivamente fa riconoscendo quindi il figlio.
- Mila, interpretata da Julianna McCarthy.
È stata la governante di Enabran Tain, direttore dell'Ordine Ossidiano, per trent'anni. I due ebbero probabilmente un figlio, che chiamarono Elim Garak. Per non compromettere la posizione di Tain nascosero l'accaduto, tanto che non si hanno conferme che Mila sia veramente la madre di Garak, sebbene lui la tratti come tale. Nel 2371 Tain valuta l'opzione di farla uccidere, perché Mila sa ormai troppo sul suo conto, ma non porta a termine l'intenzione. Mila morirà per mano dei soldati Jem'Hadar alla vigilia della liberazione di Cardassia dalle forze del Dominio. È apparsa in diversi episodi e nel romanzo A Stitch in Time (2000) di Andrew Robinson.
- Skrain Dukat, conosciuto anche con il titolo di Gul Dukat (stagioni 1-7), interpretato da Marc Alaimo, doppiato in italiano da Paolo Buglioni (stagioni 1-6) e Stefano De Sando (stagione 7).
Gul Dukat è l'ex prefetto della stazione spaziale Terok Nor, poi ribattezzata Deep Space Nine dalla Federazione dei Pianeti Uniti, quando l'ha occupata dopo la liberazione di Bajor, e di Bajor stessa durante l'occupazione cardassiana.
- Tora Ziyal (stagioni 4-6), interpretata da Cyia Batten (ep. 4×14-4×15), Tracy Middendorf (ep. 4×22) e Melanie Smith (stagioni 5-6).
È la figlia che Gul Dukat ha avuto con una donna bajoriana, Tora Naprem, quando era comandante di Terok Nor, durante l'occupazione cardassiana di Bajor. È vissuta la maggior parte della vita con sua madre, della quale riprende il cognome (che precede il nome secondo l'uso bajoriano); il suo nome, invece, è tipicamente cardassiano. Il personaggio compare per la prima volta nell'episodio I sopravvissuti della Ravinok della quarta stagione, nel quale Gul Dukat accompagna Kira Nerys sul sito d'impatto della nave cardassiana Ravinok, adibita al trasporto di prigionieri.[16] A bordo viaggiava Tora Naprem, ormai deceduta. Di fronte alla sua tomba, Dukat rivela a Kira Nerys che con la donna aveva avuto una figlia, anche lei a bordo della nave incidentata. L'intento iniziale di Dukat è di uccidere Tora Ziyal qualora la trovi in vita, per non danneggiare la propria carriera (dal momento che è ritenuto un abominio che un Cardassiano e una Bajoriana avessero un figlio), ma Kira interviene argomentando contro una tale azione e, guidato dall'amore paterno, lo stesso Dukat si convince a salvare la figlia. Ziyal, sopravvissuta all'incidente, è rinchiusa in un campo di prigionia dei Breen, sul pianeta. I due riescono quindi a liberarla. Sebbene la sua ascendenza mista la renda oggetto di pregiudizi sia su Cardassia che su Bajor, Ziyal opta per quest'ultimo, frequentando un'università sul pianeta. Dopo un breve periodo, comunque, si trasferisce sulla stazione dove si trova maggiormente a proprio agio grazie alla diversità intrinseca della popolazione che l'abita e alla vicinanza del maggiore Kira, che considera come una sorella maggiore.[17] Poco dopo aver fatto ritorno su Deep Space Nine, inizia una relazione con Elim Garak. Sebbene apparentemente dettata dal fatto che siano gli unici due Cardassiani sulla stazione, i sentimenti reciproci crescono di intensità, con grande sdegno da parte di Dukat.[15] Evacuata su Bajor quando le forze congiunte di Cardassia e del Dominio riprendono la stazione, ritorna su Terok Nor per stare al fianco del padre e di Kira. Comprendendo però la vera natura del genitore, decide di aiutare Quark a liberare Rom, Kira, Jake e Leeta, imprigionati per aver tentato di sabotare il piano degli occupanti per disarmare il campo minato dispiegato dalla Federazione attorno al tunnel spaziale, che impediva ai rinforzi del Dominio presenti nel Quadrante Gamma di raggiungere il Quadrante Alfa.[11] Mentre il padre cerca di convincerla a fuggire con lui su Cardassia prima che le truppe della Federazione riprendano la stazione, Ziyal è uccisa dal primo ufficiale Damar, che è venuto a conoscenza del suo ruolo nella liberazione dei ribelli. La morte di Ziyal davanti ai propri occhi determina un crollo mentale in Dukat.

### Federazione dei Pianeti Uniti
- Dax (stagioni 1-7).
È il simbionte Trill, ospitato prima da Jadzia Dax (stationi 1-6) e in seguito da Ezri Dax (stagione 7).
- Joseph Sisko, interpretato da Brock Peters.[N 3]
È il padre del capitano Benjamin Sisko. Joseph gestisce un ristorante a New Orleans chiamato "Sisko's Creole Kitchen",[18] nel quale ogni sera è preparata una specialità culinaria, spesso di mare. Durante una visita di Nog, allora cadetto della Flotta Stellare, Sisko riesce ad ottenere per lui delle specialità ferengi. Jake Sisko, nipote di Joseph, spesso lavora al ristorante, così come lo stesso Benjamin Sisko dopo il collasso del tunnel spaziale bajoriano. Joseph è stato sposato due volte. La prima moglie, Sarah, e madre di Benjamin morì in un incidente quando il futuro capitano aveva solo un anno e mezzo d'età. Joseph si risposò subito dopo e la sua seconda moglie crebbe il piccolo Benjamin come fosse suo figlio; Joseph non rivelò mai al figlio la verità. Benjamin scopre con Jake quanto accaduto nell'episodio Immagini nella sabbia: sua madre Sarah era, in effetti, uno dei Profeti che aveva preso forma umana.
- Kasidy Danielle Yates, interpretata da Penny Johnson Jerald, doppiata in italiano da Alessandra Cassioli.
È un capitano di una nave da trasporto civile nonché, occasionalmente, contrabbandiera, e seconda moglie di Benjamin Sisko. Kasidy Yates compare la prima volta nell'episodio Affari di famiglia della terza stagione della serie. È Jake a presentarla al padre, ritenendo opportuno che lui conosca altre donne dopo la morte della madre Jennifer durante la battaglia di Wolf 359. La storia tra Kasidy e il capitano Sisko supera anche l'imprigionamento di lei per l'aiuto prestato ai Maquis. Il fidanzamento tra i due viene annunciato nell'episodio Penombra e il matrimonio è celebrato privatamente dall'ammiraglio Ross nel successivo episodio Finché morte non ci separi. Al termine della serie, Kasidy è incinta e quando Sisko la lascia per unirsi ai Profeti, le assicura che sarebbe poi tornato da lei.
- Keiko O'Brien (stagioni 1-7), da nubile Keiko Ishikawa, interpretata da Rosalind Chao, doppiata in italiano da Claudia Catani (stagioni 1-7) e Sabrina Duranti (ep. 1×04).
È una botanica professionista, moglie di Miles O'Brien in entrambe le serie: Star Trek: The Next Generation e Star Trek: Deep Space Nine. Keiko ha sposato Miles O'Brien a bordo della USS Enterprise D nell'episodio di The Next Generation intitolato Una giornata di Data. Un anno dopo, nell'episodio Disastro sull'Enterprise partorisce una bambina, Molly, aiutata da Worf. In un episodio della sesta stagione, Keiko ritorna bambina per un guasto al teletrasporto, assieme al capitano Picard ed altri membri dell'equipaggio, ma riuscirà infine a tornare sé stessa. Quando nel 2369 Miles viene assegnato a Deep Space Nine, Keiko esprime la sua insoddisfazione per le condizioni di vita sulla stazione, esprimendo la volontà di andare a far visita a sua madre, sulla Terra. Questo almeno fino a quando non decide di aprire una scuola sulla stazione, con Jake Sisko e Nog quali suoi primi allievi.[19] Keiko si dimostra un'ottima insegnante e la sua classe cresce, ma si trova in contrasto con Vedek Quinn (futura Kai di Bajor), che l'accusa di insegnare ai bambini bajoriani fondamenti scientifici privi delle teorie religiose secondo le quali "tutto è opera dei Profeti". Dalla fine della terza stagione, la minaccia di una guerra contro il Dominio allontana molte famiglie bajoriane da Deep Space Nine, così la scuola chiude i battenti. Di nuovo senza lavoro, Keiko tornerà al suo precedente impiego di botanica, aggregandosi a un gruppo di ricerca bajoriano. A causa di ciò, tuttavia, lascia la stazione con la figlia e passa lunghi periodi lontana dal marito. Malgrado la distanza, Keiko e Miles rimangono sempre molto uniti, e nel 2373 lei rimane incinta del secondo figlio. Al ritorno da una spedizione botanica su Bajor, è purtroppo coinvolta in un incidente mentre è in corso la gravidanza. Il Dottor Bashir riesce a salvarle entrambe rimuovendo il feto e impiantandolo nell'utero di Kira Nerys, in onore della quale il bambino sarà chiamato "Kirayoshi".[20] Questo rafforza molto il legame fra Keiko e Nerys, che per un periodo vivrà insieme a loro sulla stazione. L'anno successivo, allo scoppio della Guerra del Dominio, Keiko e i due figli sono evacuati da Deep Space Nine e mandati sulla Terra, per poi ritornare solo dopo l'allontanamento del fronte. Nel 2375, a guerra conclusa, la famiglia O'Brien si trasferisce sulla Terra, dove Miles diventa professore presso l'Accademia della Flotta Stellare.[14]
- Luther Sloan, interpretato da William Sadler.
È un agente dell'organizzazione di servizi segreti nota come Sezione 31, che appare in tre episodi intitolati Inquisizione, Inter Arma Enim Silent Leges e Estremi rimedi. Nel 2374 Sloan sottopone Julian Bashir in uno scenario psicologicamente intenso sul ponte ologrammi, ideato per verificare la sua fedeltà alla Federazione. Soddisfatto del risultato, offre al medico di entrar a far parte dell'organizzazione, conoscendo anche la sua passione per le opere sullo spionaggio del XX secolo. Bashir rifiuta categoricamente l'offerta, ma Sloan lo lascia con l'invito a riconsiderarla in futuro. L'anno seguente (2375) tenta di nuovo di reclutare Bashir per una missione di raccolta informazioni su Koval, direttore della Tal Shiar romulana. Bashir inizialmente declina l'offerta, ma poi si decide ad accettarla su indicazione del capitano Sisko, per acquisire informazioni sulle operazioni della Sezione 31 e individuare eventuali connessione con il Comando della Flotta Stellare. Tuttavia, all'insaputa di entrambi, Sloan ha già trovato aiuto da parte dell'ammiraglio Ross, riuscendo a rafforzare legami segreti con un altolocato romulano ed a sovvertire la carriera di un altro. Sebbene sembri che Sloan perisca per mano di Koval, in seguito riappare nell'appartamento di Bashir per ringraziarlo del ruolo svolto e informarlo delle grandi aspettative che ha su di lui. Successivamente Bashir scopre che nel tentativo di porre fine alla guerra con il Dominio, agenti della Sezione 31 hanno infettato Odo con un virus che avrebbe potuto determinare un genocidio tra i Fondatori.[21] Con l'aiuto di Miles O'Brien, Bashir riesce a far catturare Sloan su Deep Space Nine; ma l'azione risulta inizialmente infruttuosa perché Sloan attiva un dispositivo neurale impiantato nel suo cervello che lo uccide, pur di non rivelare a Bashir dettagli sulla cura. Il medico riesce comunque a stabilizzarlo per il tempo sufficiente perché lui e O'Brien colleghino le loro menti a quella di Sloan e recuperino le informazioni volute.
- Lwaxana Troi (stagioni 1-4), interpretata da Majel Barrett, doppiata in italiano da Noemi Gifuni (ep. 1×16, 3×10) e Daniela Nobili (ep. 4×20).
- Michael Eddington (stagioni 3-5), interpretato da Ken Marshall.
È un ufficiale della sicurezza della Flotta Stellare che detiene il grado di tenente comandante. È assegnato a Deep Space Nine per mancanza da parte dei vertici della Flotta di una piena fiducia in Odo. Eseguendo gli ordini di un ammiraglio della Flotta, sabota il sistema di occultamento della Defiant quando il capitano Sisko conduce la nave nel Quadrante Gamma contrariamente agli ordini ricevuti dai propri superiori.[22] In un'altra occasione è stato determinante nel restituire una forma fisica allo staff di comando della stazione, intrappolati nel computer di bordo in seguito ad un guasto del teletrasporto.[23] Ha successivamente disertato per unirsi ai Maquis, dopo aver collaborato con loro per rubare dei replicatori destinati all'Unione Cardassiana. Ha paragonato se stesso e Sisko ai personaggi Jean Valjean e Javert de I miserabili; catturato infine, viene imprigionato. Muore durante un'azione con il capitano Sisko per liberare i sopravvissuti di una colonia Maquis attaccata dai Jem'Hadar.[24]
- Molly O'Brien, interpretata da Hana Hatae, Michelle Krusiec e dalle gemelle Tadeski.[non chiaro]
È la figlia di Miles e Keiko O'Brien e sorella maggiore di Kirayoshi. La sua prima apparizione, come infante, avviene in Star Trek: The Next Generation. Molly è nata nel 2368, con l'aiuto di Worf, sulla USS Enterprise D nell'episodio Disastro sull'Enterprise. Si trasferisce con la sua famiglia sulla stazione Deep Space Nine quando suo padre, Miles, vi viene assegnato in qualità di ingegnere. Durante un picnic della famiglia O'Brien sul pianeta Golana IV, Molly cade accidentalmente in un portale temporale abbandonato, da quale riemerge ormai diciottenne (interpretata da Michelle Krusiec).[25] Dal suo punto di vista, ha trascorso dieci anni in solitudine. Al ritorno sulla stazione, Molly è selvaggia e incontrollabile, incapace ad adattarsi alla vita su Deep Space Nine. Dopo un violento alterco nel bar di Quark, gli ufficiali della Flotta Stellare vorrebbero ricoverarla in un istituto per la cura del disagio mentale. Miles e Keiko decidono di riportarla allora su Golana IV, nella speranza che rimandandola indietro attraverso il portale temporale possa ritornare al tempo e al luogo nel quale essere libera. Tuttavia, nel momento del passaggio del portale, la Molly adulta riesce a far tornare indietro la Molly bambina.
- William J. Ross (stagioni 6-7), interpretato da Barry Jenner.
Il viceammiraglio William J. Ross è Comandante di campo delle forze della Flotta Stellare durante la Guerra del Dominio e coordinatore delle difese dei fronti boliano e bajoriano nei primi stadi del conflitto. Il suo posto di comando è sulla Base Stellare 375, dov'è al comando diretto della settima ala tattica. Durante i primi tre mesi del conflitto, Ross è sottoposto a forte pressione perché arresti l'avanzata delle forze nemiche. Per riuscirci, nomina il capitano Sisko suo aiutante, per sollevarsi dal compito di redigere i rapporti e i piani tattici di carattere locale. Ciò gli permette di trovare e distruggere nel marzo del 2374 la "rete di sensori argoliana" che permetteva al Dominio di osservare indisturbato gli eventi sul fronte. Col progredire della guerra, Ross svolge un ruolo tattico e non si limita solamente alla pianificazione strategica. Dopo la prima battaglia di Chin'toka, Ross prende alloggio su Deep Space Nine ed è posto al comando delle forze alleate presenti nel sistema di Chin'toka. Si saprà in seguito che Ross è uno dei pochi a conoscere l'esistenza della Sezione 31 e sebbene abbia collaborato con essa, come Julian Bashir, ha sostenuto fermamente di non esserne membro. Durante la battaglia di Cardassia, Ross pianifica l'assalto al pianeta e guida l'ala della Federazione della flotta d'assalto; inoltre, presiede la firma del Trattato di Bajor e pronuncia un discorso ai convenuti. È al comando della USS Bellerofonte (Classe Intrepid) nell'episodio Inter Arma Enim Silent Leges della settima stagione.

### Ferengi
- Brunt, interpretato da Jeffrey Combs.
È un liquidatore dell'Autorità Commerciale Ferengi (FCA). Scaltro, inflessibile e perfido, si presenta sempre qualificandosi come "Brunt, FCA!", con fare minaccioso. È la nemesi di Quark, che percepisce come una minaccia allo stile di vita ferengi. Questo perché la madre di Quark, Ishka, è una donna molto emancipata che non rispetta le tradizioni ferengi e non si lascia comandare da alcuno. Da quel momento Brunt tenta più volte di cogliere in fallo Quark, che diviene la sua vittima preferita. In un'occasione, saputo che Quark aveva una malattia terminale (rivelatasi fasulla), acquista all'asta i pezzi del suo corpo essiccato in cambio di una cospicua somma. Quark, che per onorare il contratto dovrebbe morire, rifiuta l'accordo e Brunt gli confisca la licenza commerciale negandogli di commerciare con la sua gente, un vero disonore per un ferengi. Nella quarta stagione cerca di soppiantare il Grande Nagus Zek approfittando della labile memoria di quest'ultimo, ma alla fine fallisce a causa di Quark, il quale riesce a ingannarlo e a riottenere la sua licenza. In un'unica occasione Brunt aiuta Quark a liberare sua madre Ishka, prigioniera del Dominio.[26] Nella sesta stagione Brunt approfitta dell'impopolarità di Zek (che ha approvato delle riforme sulle libertà femminili) per spodestarlo e diventa perciò Grande Nagus "ad interim". Fallirà anche in questo caso quando Zek tornerà al potere grazie all'aiuto di Quark. Per contrasto, la controparte di Brunt dell'Universo dello specchio è una persona amichevole e simpatica, con sentimenti non corrisposti da Ezri Tigan; muore ucciso dalla controparte di Kira Nerys. Brunt (o la sua controparte) è comparso in otto episodi dalla terza stagione.[27]
- Grande Nagus Zek (stagioni 1-7), interpretato da Wallace Shawn, doppiato in italiano da Marcello Mandò (stagioni 1-3) e da Valerio Ruggeri (stagioni 5-7).
È stato il Grande Nagus dell'Alleanza Ferengi per la maggior parte del XXIV secolo. Giunto su Deep Space Nine per un incontro commerciale poco dopo la scoperta del tunnel spaziale bajoriano, Zek indica in Quark il proprio successore e simula la propria morte, entrando in uno stato di trance seguendo gli insegnamenti del proprio aiutante Maihar'Du. La messinscena ha lo scopo di verificare le capacità di Krax, figlio di Zek, a svolgere il ruolo di guida della società ferengi. Krax tuttavia fallisce miseramente: con l'aiuto di Rom cerca di uccidere Quark, senza comprendere che l'approccio giusto avrebbe dovuto essere quello di prendere il potere con scaltrezza ricorrendo a dei sotterfugi, secondo la centosessantottesima regola dell'Acquisizione: «Fatti strada fino al successo sussurrando».[N 4] Durante una visita ai Profeti all'interno del tunnel spaziale, volta a raccogliere informazioni sul futuro che gli avrebbero permesso di aumentare i propri profitti, Zek viene "de-evoluto" in un proto-Ferengi, uno stato del suo popolo antecedente alla fase in cui i Ferengi dedicheranno tutta la loro vita all'acquisizione della ricchezza. In tale stato, Zek introdurrà numerose riforme radicali nelle leggi del suo popolo (Regole dell'Acquisizione comprese) nel tentativo di allontanarlo dall'avidità che lo caratterizza. Tornerà sé stesso, annullando le proprie riforme, quando Quark intercederà con i Profeti, riuscendo a convincerli giocando sulla loro paura che altre forme di vita corporee potessero interessarsi all'episodio e disturbarli nella loro dimora.[28] Durante un torneo di tongo su Ferenginar, Zek riceve una soffiata da Ishka, la madre di Quark e Rom, che lo aiuta a vincere il torneo. I due si innamorano, sebbene siano ostacolati da Quark su sollecitazione del liquidatore Brunt, che sta cercando di deporre Zek dal suo ruolo di Negus. Il tentativo fallisce quando Quark scopre le vere intenzioni di Brunt, e Zek e Ishka tornano di nuovo insieme.[29] Zek è molto anziano e soffre ormai di vuoti di memoria quando lascia in eredità tutte le sue imprese finanziarie alla brillante Ishka, cedendo alle sue richieste sui diritti femminili. Di nuovo Brunt riesce a deporlo, dopo che Zek emenda la costituzione ferengi per permettere alle femmine di indossare vestiti in pubblico; tuttavia, quando il popolo comprende le opportunità commerciali che una tale riforma comporta, Zek riprende la sua carica. Sotto l'influenza di Ishka, introduce altre riforme del sistema politico ed economico ferengi, volte a ridimensionare il ruolo sindacale. Infine, Zek si ritira con Ishka su Risa dopo aver nominato Rom quale suo successore.[30]
- Ishka, chiamata spesso "mammina" (in lingua originale: Moogie) dai suoi figli, interpretata da Andrea Martin (stagione 3) e da Cecily Adams.
È la vedova di Keldar, madre di Quark e Rom e nonna di Nog (il quale tuttavia la chiama sempre Moogie). Femmina ferengi poco ortodossa, schernisce le leggi del suo popolo indossando vestiti e guadagnando denaro, con grande costernazione del figlio Quark che incorre nell'ira dell'Autorità Commerciale Ferengi (FCA) per le sue azioni. Caratterialmente è affettuosa e sincera, (caratteristiche trasmesse al figlio Rom), ma ha anche un grande acume per gli affari (trasmesso invece a Quark). Sembra infatti che il defunto marito Keldar somigliasse molto a Rom in quanto buono e ingenuo, al punto da non aver mai combinato alcun buon affare per la sua scarsa furbizia. Nella quarta stagione Ishka conosce e si innamora del Grande Nagus Zek, prima consigliandolo segretamente su questioni finanziarie, poi convincendolo a riformare la società ferengi (permettendo alle donne di indossare abiti e accumulare profitto), infine raccomandando suo figlio Rom quale proprio successore alla carica di Grande Nagus.[30] Rapita dal Dominio, è utilizzata per uno scambio di prigionieri con un Vorta.[26]
- Nog, interpretato da Aron Eisenberg
- Rom, interpretato da Max Grodénchik

### Klingon
- Gowron (stagioni 3-7), interpretato da Robert O'Reilly, doppiato in italiano da Ambrogio Colombo.
Gowron è un Klingon appartenente a uno dei Casati più prestigiosi dell'Impero, divenuto Cancelliere dell'Alto Consiglio dopo la morte di K'mpec. Strenuo avversario della casata Duras e fedele alleato della Federazione, durante la guerra con il Dominio, Gowron invade Cardassia e decide di annullare i termini degli Accordi di Khitomer, annunciando di non voler cedere le colonie cardassiane annesse durante l'occupazione. Dopo che i Cardassiani si uniscono al Dominio, ripristina gli Accordi di Khitomer. Assunto il comando delle forze armate in guerra contro il Dominio, e sollevato Martok dall'incarico, i suoi ordini imprudenti portano però ad una progressiva sfiducia da parte degli alti comandanti nei suoi confronti. Questa ostilità sfocia in un'aperta critica da parte di Worf, cui segue un duello all'ultimo sangue nel quale Worf ha la meglio uccidendo Gowron e venendo quindi nominato Cancelliere, ruolo che cede immediatamente a Martok, il quale riprende anche il comando delle forze armate.
- Kurn, in seguito conosciuto come Rodek (stagione 4), interpretato da Tony Todd.
È il fratello di Worf, scampato alla morte quando i loro genitori vennero uccisi su Khitomer da un attacco romulano. Kurn è un Comandante delle Forze di Difesa Klingon e membro dell'Alto Consiglio di Klingon.
Alla rottura delle relazioni tra l'Impero Klingon e la Federazione, avvenuto dopo l'invasione klingon dello spazio Cardassiano, Worf rifiuta di unirsi a Gowron, di conseguenza Kurn viene estromesso dall'Alto Consiglio. Nell'episodio I figli di Mogh, Kurn si rende conto di non avere più la volontà di vivere e si reca su Deep Space Nine, per chiedere al fratello Worf di ucciderlo secondo il rituale del Mauk-to’Vor per restituirgli l'onore. Worf cerca di soddisfare la richiesta di Kurn, ma viene fermato da Jadzia e Odo. Il capitano Sisko proibisce a Worf di togliere la vita a Kurn. Worf allora è costretto a tentare di far tornare la volontà di vivere a Kurn chiedendo a Odo di accettare Kurn nella sicurezza della stazione, ma, a causa della speranza di morte di Kurn, Odo presto lo esonera dal suo compito, in quanto potrebbe mettere in pericolo non solo sé stesso ma chiunque altro a bordo della stazione. Rendendosi conto che suo fratello non si riprenderà mai e che la sua unica speranza è morire, Worf permette al dottor Bashir di cancellare la memoria di Kurn ed effettuare su di lui un intervento di plastica facciale. Quando si risveglia la procedura ha avuto successo. Infatti, Kurn ricorda di essere un Klingon ma nulla del suo passato. Worf intanto aveva contattato Noggra, un vecchio amico di famiglia, che accetta di accogliere Kurn come suo figlio. Noggra, presente al momento del risveglio di Kurn, gli dice che il suo nome è Rodek e che è stato vittima di un incidente nel quale ha perso la memoria.[31]
- Martok (stagioni 1-7), interpretato da J.G. Hertzler. Martok è un generale che in seguito diviene Cancelliere Supremo dell'Alto Consiglio dell'Impero Klingon, dopo che Worf uccide in duello il precedente cancelliere Gowron.

### Altri
- Femmina Cambiante, interpretata da Salome Jens.
Fa parte dei Fondatori, i capi del Dominio, e ne è la rappresentante. È fra i pochi Cambianti a lasciare sovente il Grande Legame e mostrarsi in pubblico su navi stellari, su Deep Space Nine o anche su altri pianeti. Anche se può imitare qualsiasi oggetto o persona, in genere si mostra con un aspetto umanoide simile a quello di Odo. Malgrado i Fondatori ordinino spesso invasioni e azioni malvagie di distruzione di massa, lei sembra avere un carattere dolce e cordiale, anche se tende a considerare tutti i solidi come esseri inferiori. Ha una particolare intesa con Odo, l'unico con cui si senta alla pari, e tenta di convincere quest'ultimo a lasciare i solidi per riunirsi al Grande Legame.
- Kimara Cretak (stagione 7), interpretata da Megan Cole e da Adrienne Barbeau.
È una rappresentante dell'Impero Romulano per un breve periodo a bordo della stazione Deep Space Nine. Accusata di tradimento contro l'Impero viene imprigionata[32].
- Morn (stagioni 1-7), interpretato da Mark Allen Shepherd.
È un Luriano, frequentatore abituale del bar di Quark e spesso presente sullo sfondo delle scene che si svolgono nel locale. Il suo nome è l'anagramma di "Norm" ed è un chiaro omaggio a Norm Peterson, avventore fisso del bar "Cheers" nella sit-com statunitense Cin cin.[senza fonte] A quanto dichiarato da Michael Westmore, disegnatore delle maschere e dei trucchi facciali indossati dai personaggi, nel primo giorno delle riprese il regista scelse Morn casualmente tra una serie di possibili personaggi. Per quanto Westmore abbia assicurato che sarebbe stato in grado di parlare se richiesto dal suo personaggio, Morn non ha mai pronunciato alcuna battuta (se non una risata); questa caratteristica è stata oggetto di ricorrenti battute scherzose tra gli altri personaggi della serie.[33] A Morn è attribuita la conoscenza di uno degli scherzi più divertenti dell'universo e, in diversi episodi, avventori occasionali del locali si allontanano da lui ridendo. Quark a volte guasta le altrui risate cercando di ripetere lo scherzo, arrendendosi sempre non riuscendo a ripeterlo come Morn. A dispetto di ciò, raramente Morn sta agli scherzi di Quark e, quando accade, sembra gli voglia più del tempo dovuto per comprenderli. Ci si fa beffa dell'esistenza di Morn, quale avventore fisso al bar di Quark, nell'episodio Chi piange per Morn?, quando Quark utilizza un proiettore olografico per proiettare l'abituale immagine di Morn seduto al suo sgabello, che beve tranquillamente. Nessuno si rende conto che non è reale fino a quando Sisko e Dax irrompono nel locale per dare notizia della morte di Morn, informazione che si rivela in seguito falsa e derivata da un tentativo di truffa. Spesso altri personaggi fanno riferimento a qualcosa che Morn avrebbe fatto che, allo spettatore, appare implausibile per il personaggio. Ad esempio, quando risulta ormai inevitabile una guerra della Federazione con il Dominio, Morn, dopo aver gettato una sedia contro Quark, avrebbe irrotto sulla Passeggiata correndo nudo e gridando "Siamo tutti condannati!", prima di precipitarsi nel tempio bajoriano e gettarsi ai piedi del maggiore Kira chiedendo il suo perdono. In un'altra circostanza, Vic Fontaine, il cantante olografico che diverrà uno dei personaggi ricorrenti della sesta e settima stagione, esprimerà il proprio apprezzamento per l'interpretazione di Morn di New York, New York. Straniante è pure l'affermazione del comandante Worf che Morn sarebbe un ottimo compagno di allenamento nel pugilato, sport che i due avrebbero praticato nella stanza olografica con cadenza settimanale; così come quella di Jadzia Dax di aver provato qualcosa per Morn, sebbene lui l'abbia respinta. Morn è apparso anche in Star Trek: The Next Generation e in un cameo in Star Trek: Voyager.
- M'Pella, interpretata da Cathy DeBuono.
È una ragazza dabo[N 1] nel bar di Quark su Deep Space Nine. Introdotta nell'episodio Empok Nor, compare in ventidue episodi della serie. Presente in varie scene sulla stazione, non pronuncia alcuna battuta.
- Q, interpretato da John de Lancie.
- Vic Fontaine interpretato da James Darren.
È un personaggio olografico presente nel bar di Quark su Deep Space Nine. Creato da un programmatore di nome Felix, Vic si comporta come un crooner nello stile dei Rat Pack in una versione idealizzata della Las Vegas degli anni sessanta. Carismatico ed estremamente percettivo, diventa un confidente e un consigliere per i membri dell'equipaggio della stazione. Tra le imprese che intraprende in tal ruolo, c'è quella di consigliare Odo nella sua corte a Kira Nerys. Nell'episodio  Grande colpo al casinò, il suo programma è alterato da un "Jack in the box" lasciato da Felix stesso per mantenere le cose interessanti; ciò tuttavia pone a rischio la stessa esistenza di Vic Fontaine, salvato dall'intervento degli altri membri dell'equipaggio. Rarità tra i personaggi olografici, Vic ha coscienza di sé (come il Dottore presente sulla USS Voyager e il Professor Moriarty della serie The Next Generation). Come il Dottore, Vic ha la possibilità di attivare o spegnere il proprio programma autonomamente. Per ripagarlo dell'aiuto nel superamento di una traumatica esperienza di battaglia,[34] Nog gli permette di condurre una piena esistenza sul ponte ologrammi mantenendo sempre in funzione il suo programma. La canzoni cantate da Vic Fontaine appartengono all'album This One's from the Heart di James Darren. L'unica canzone non presente nell'album è The Alamo, che Vic Fontaine canta con il dottor Bashir e il capo O'Brien.
- Weyoun (stagioni 5-7), interpretato da Jeffrey Combs, doppiato in italiano da Andrea Ward.
È un diplomatico vorta, la specie "esecutiva" dei Fondatori.

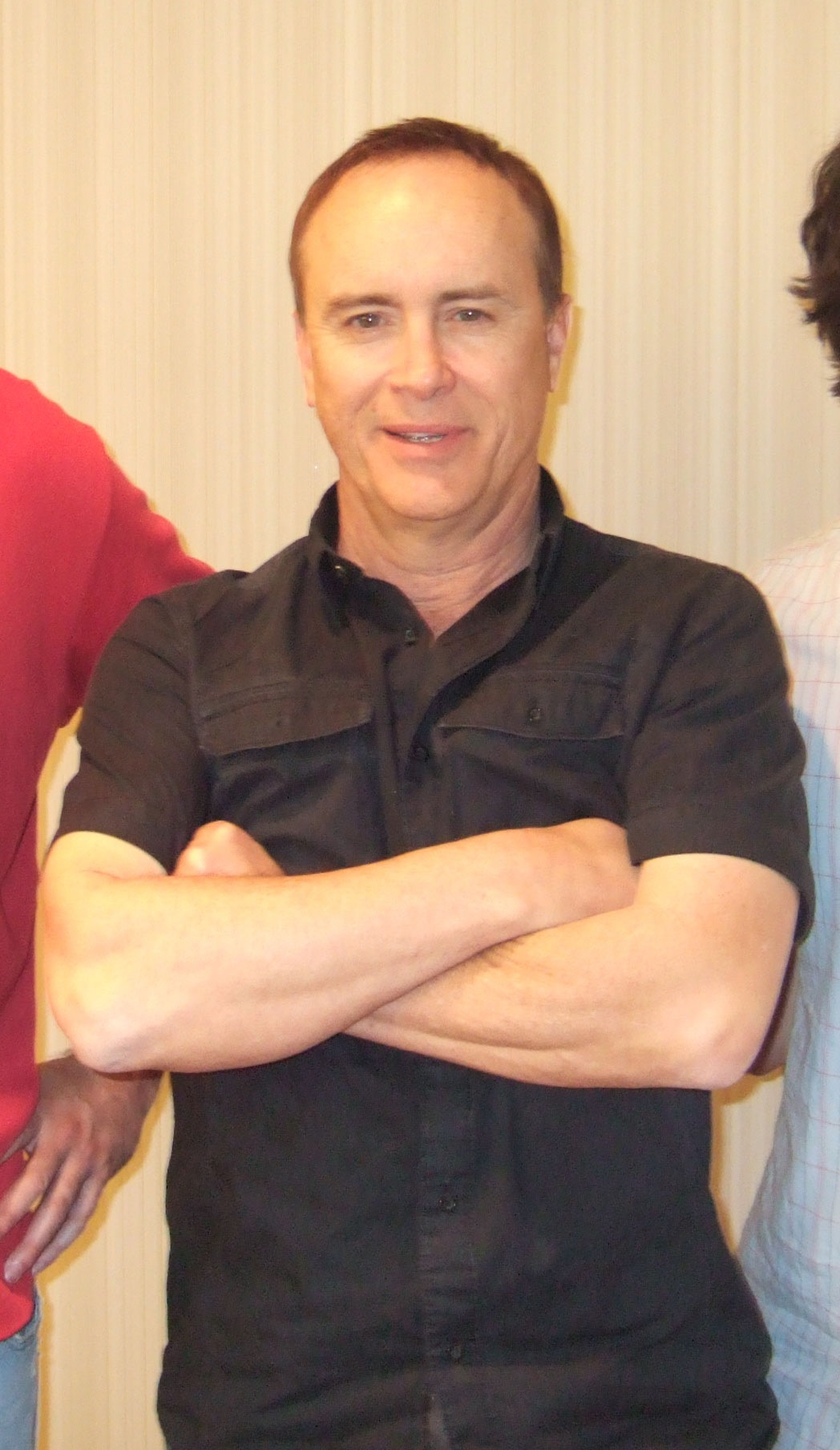
Jeffrey Combs, interprete di Brunt e Weyoun
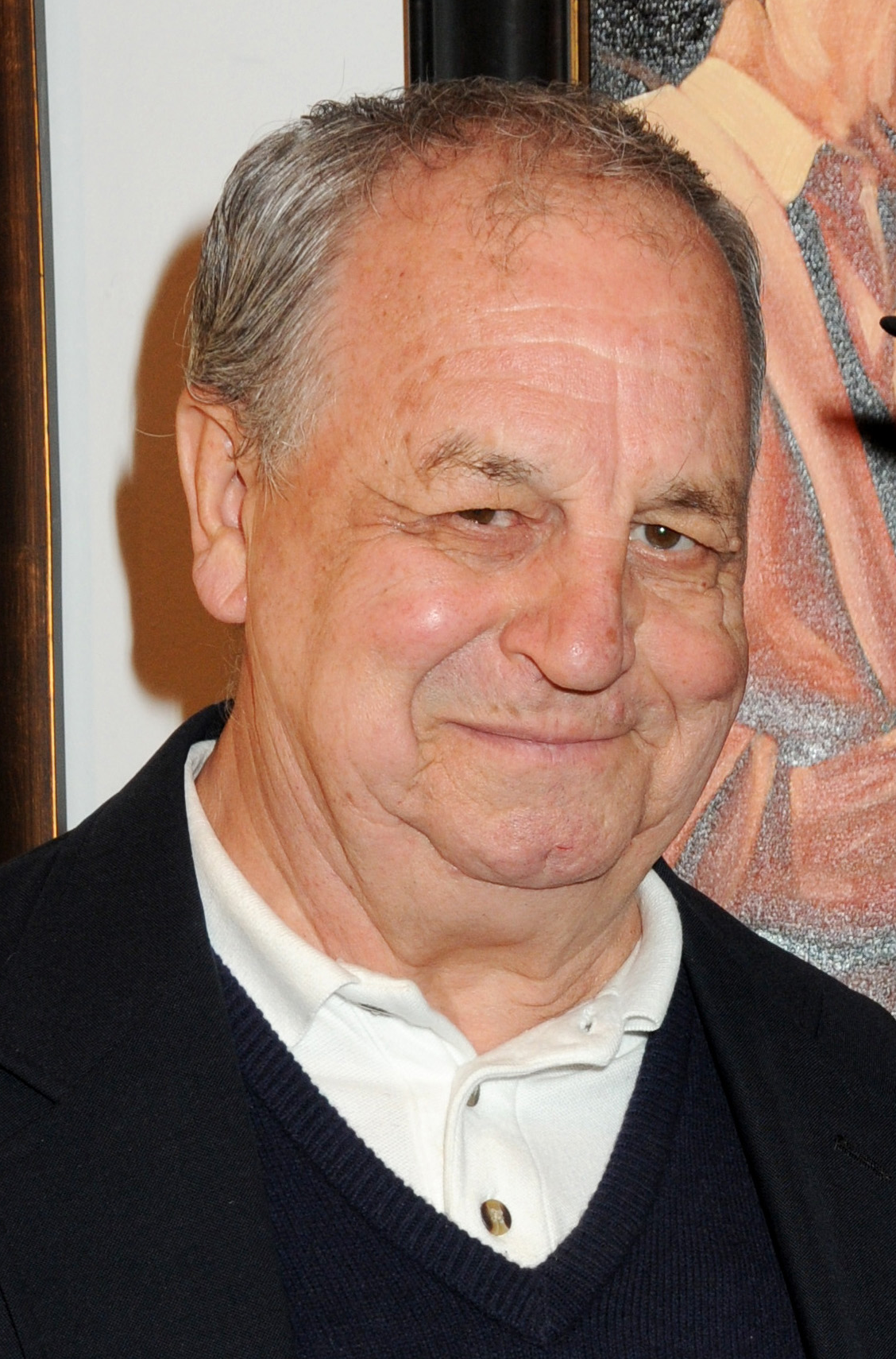
Paul Dooley, interprete di Enabran Tain
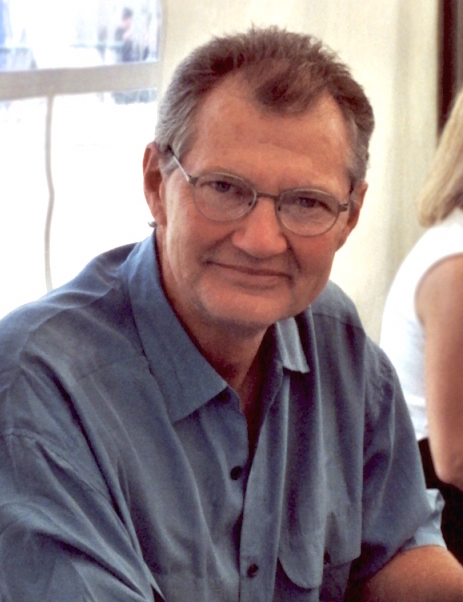
Andrew Robinson, interprete di Elim Garak
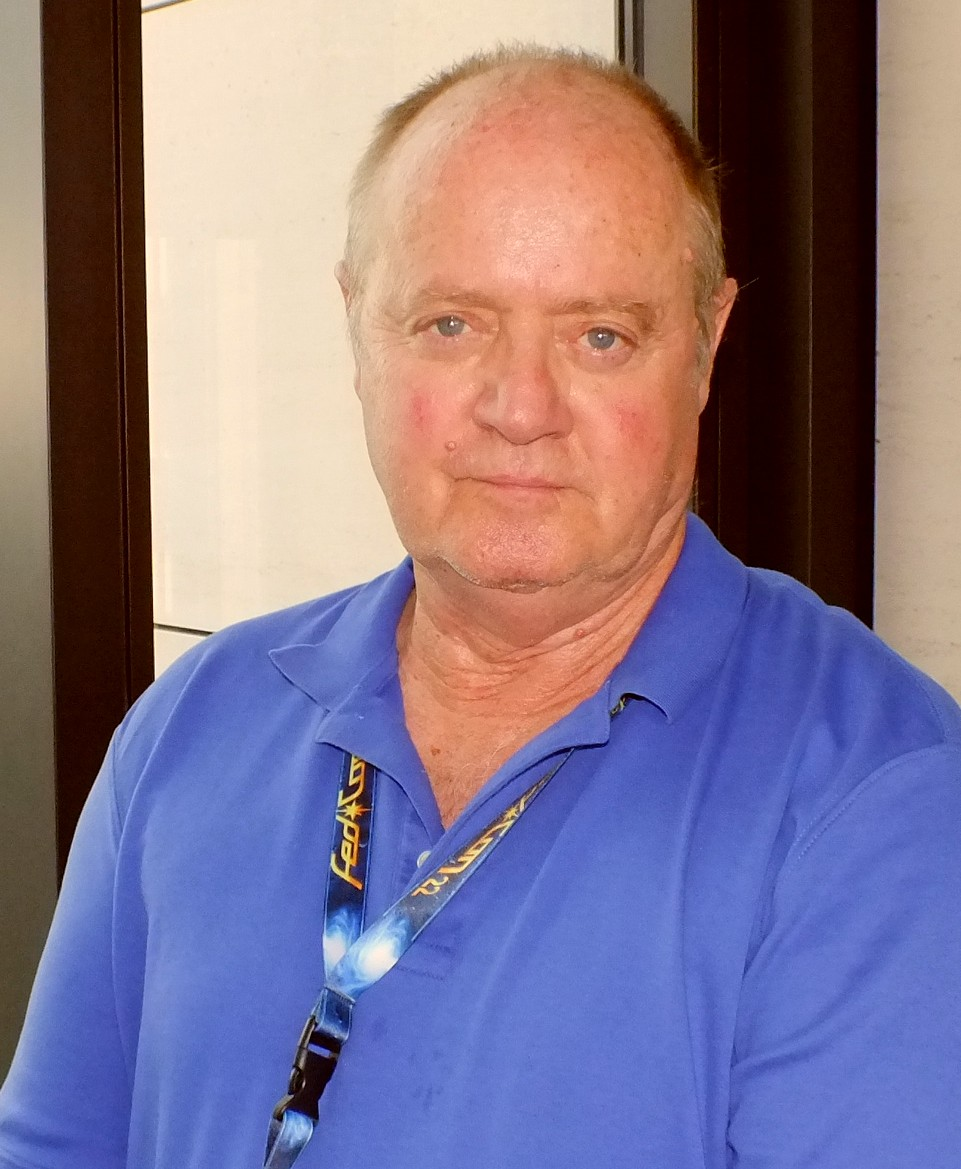
Robert O'Reilly, interprete di Gowron
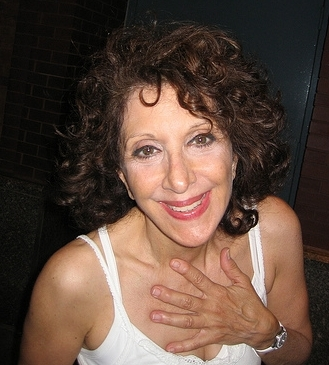
Andrea Martin, interprete di Ishka
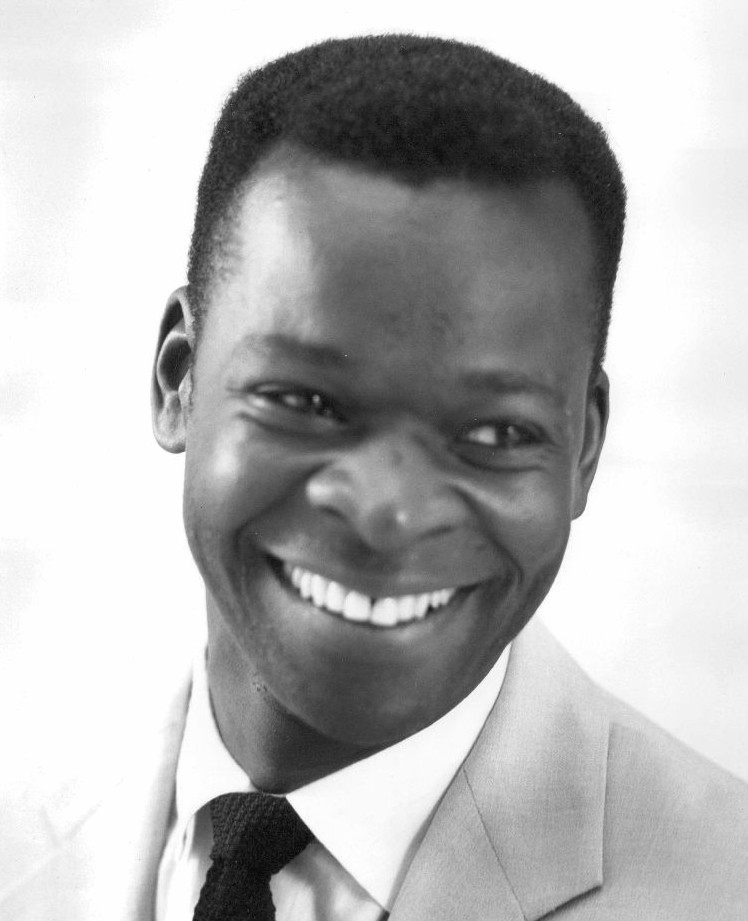
Brock Peters, interprete di Joseph Sisko
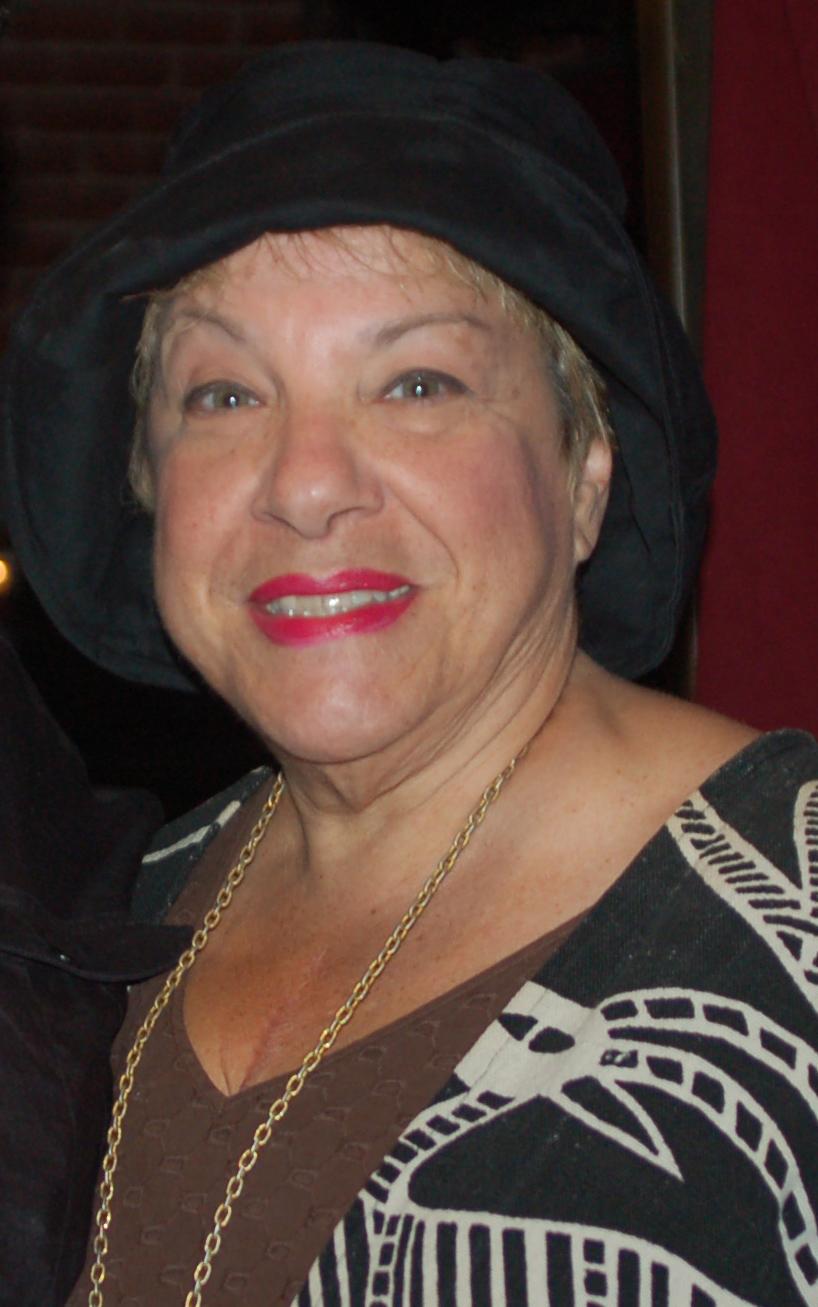
Camille Saviola, interprete di Kai Opaka
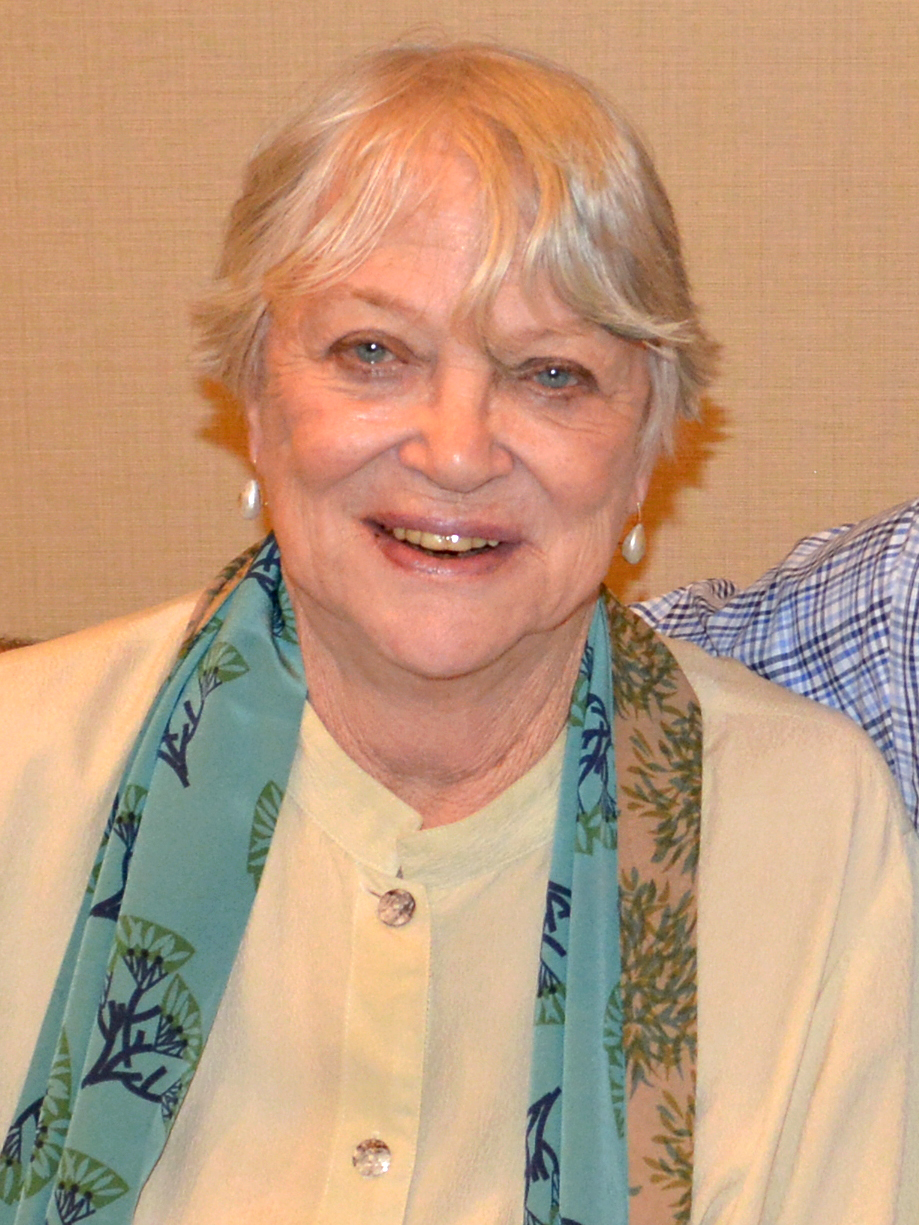
Louise Fletcher, interprete di Kai Winn
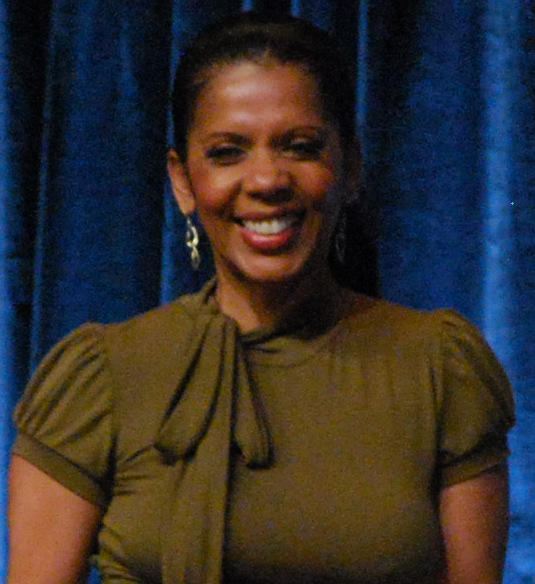
Penny Johnson Jerald, interprete di Kasidy Danielle Yates
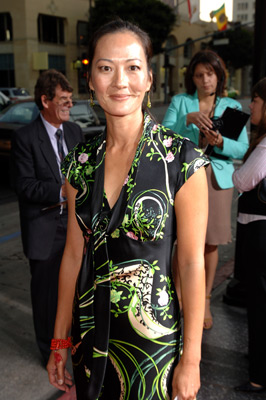
Rosalind Chao, interprete di Keiko O'Brien
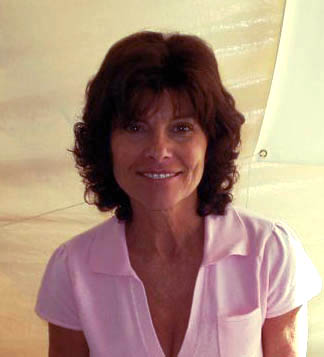
Adrienne Barbeau, interprete di Kimara Cretak
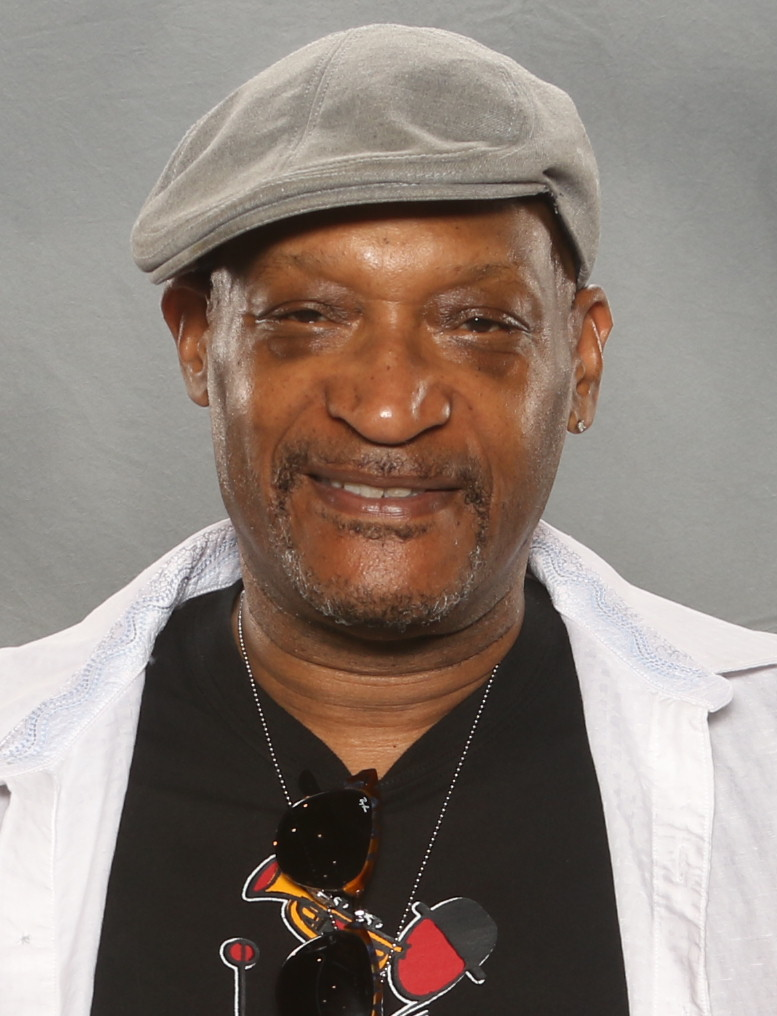
Tony Todd, interprete di Kurn
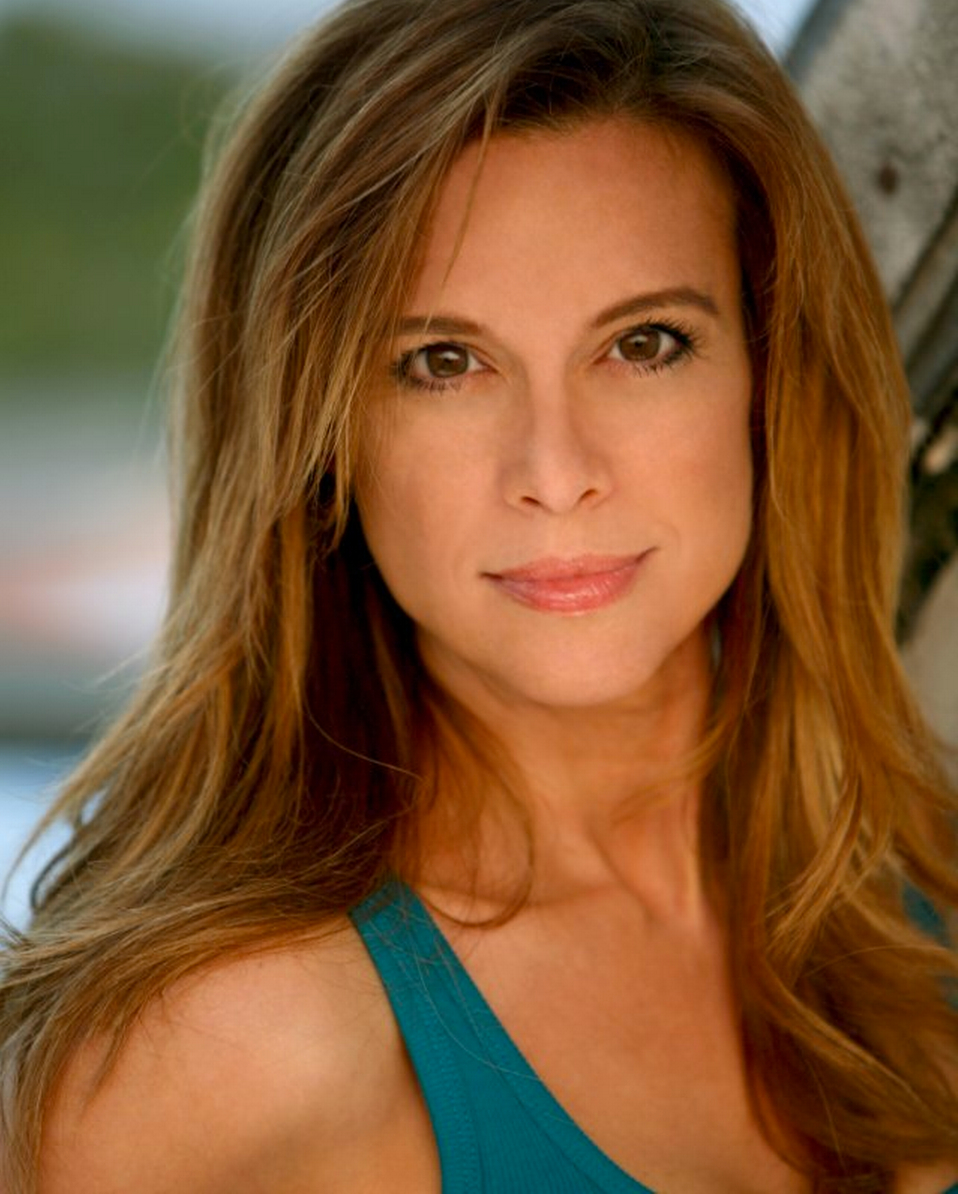
Chase Masteron, interprete di Leeta
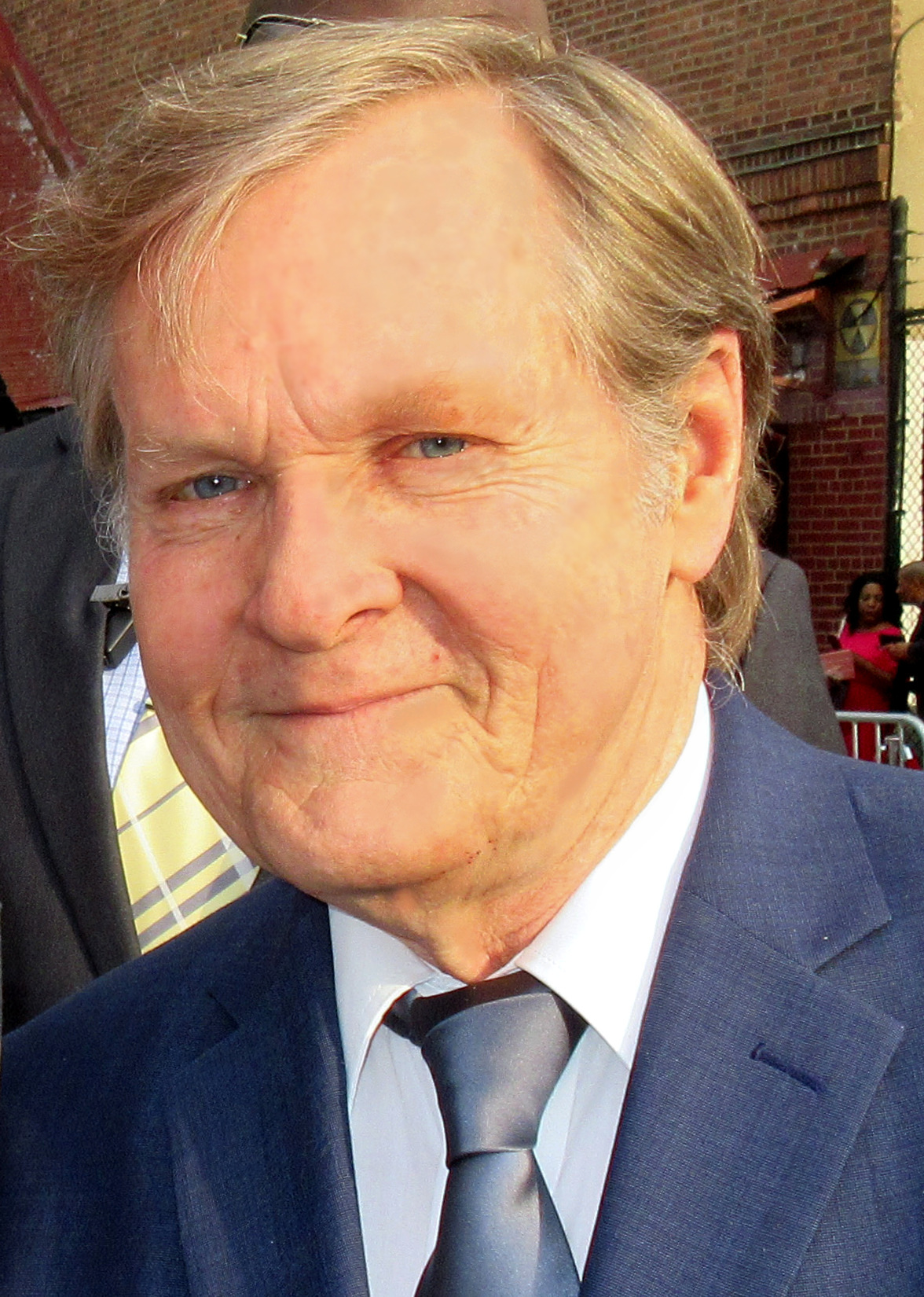
William Sadler, interprete di Luther Sloan
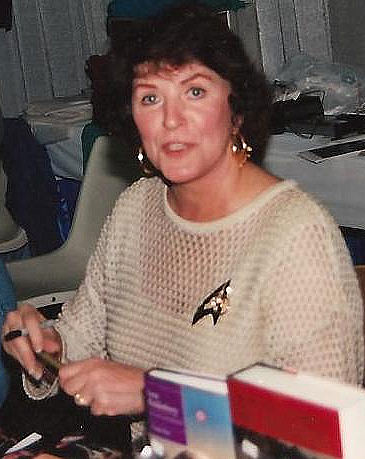
Majel Barrett, interprete di Lwaxana Troi
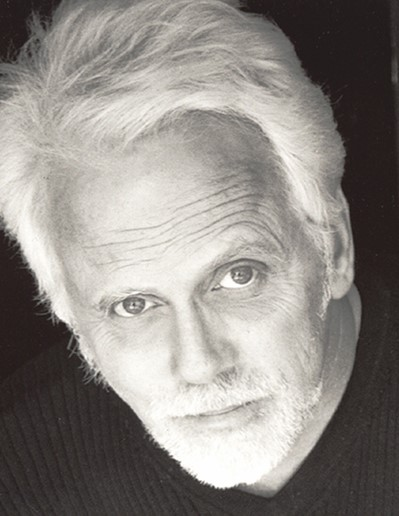
J.G. Hertzler, interprete di Martok
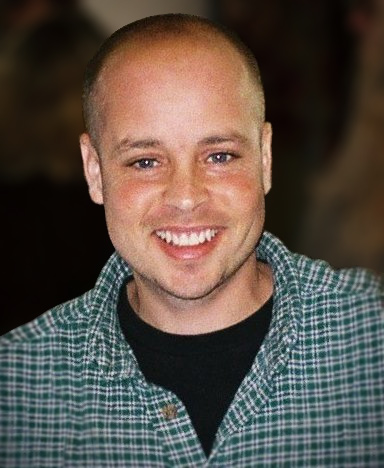
Aron Eisenberg, interprete di Nog
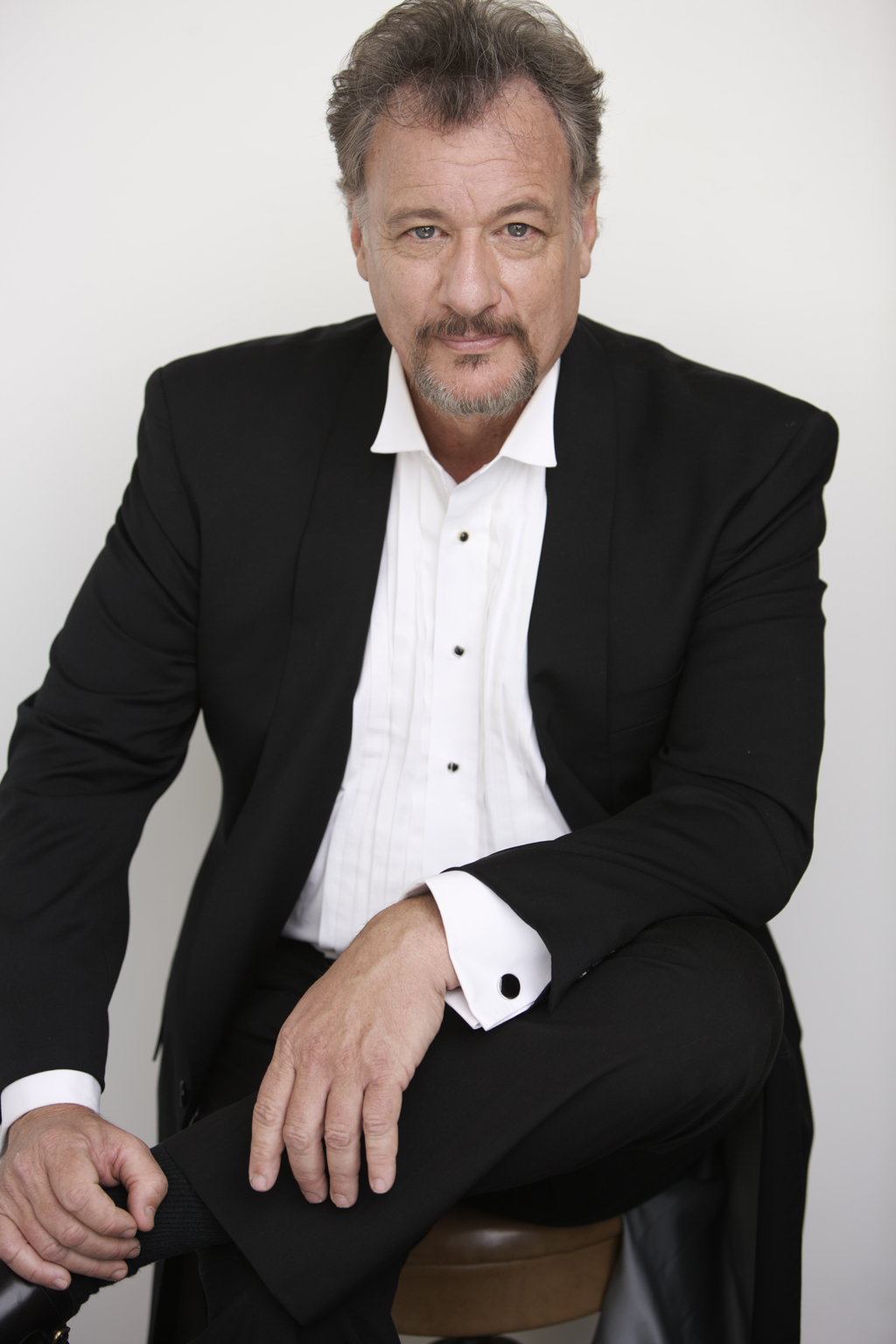
John de Lancie, interprete di Q
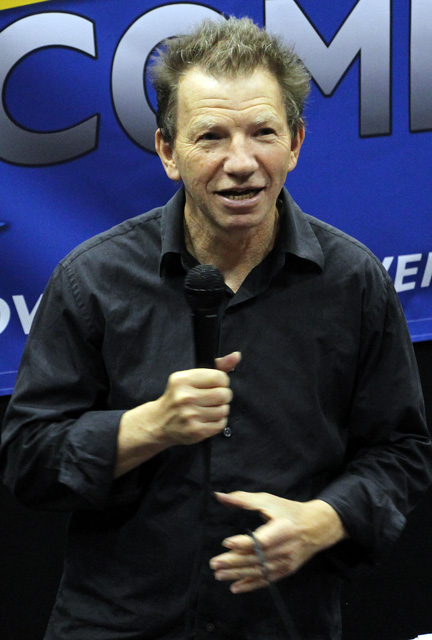
Max Grodénchik, interprete di Rom
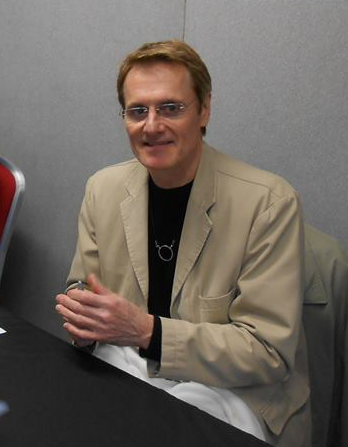
Duncan Regehr, interprete di Shakaar Edon
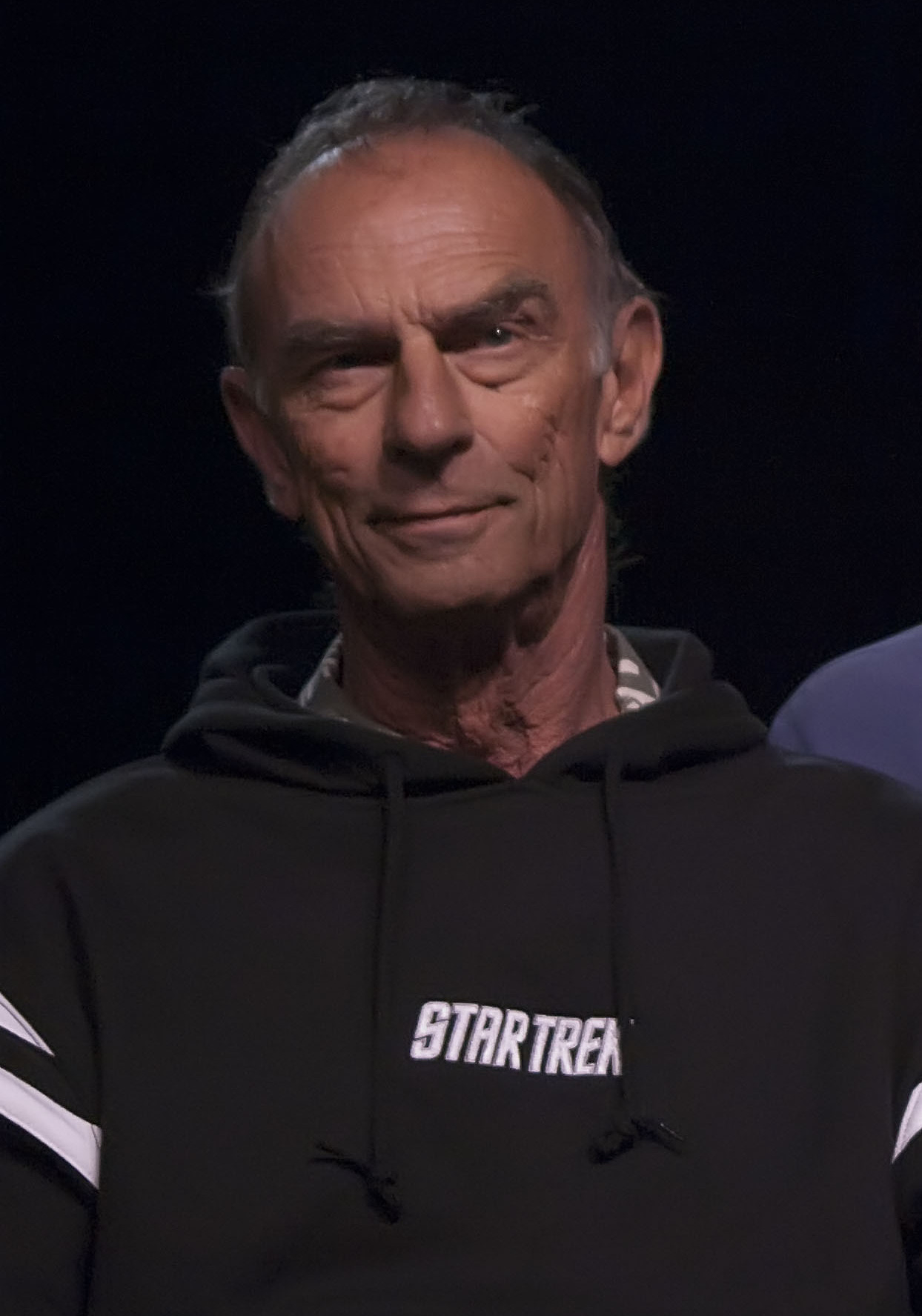
Marc Alaimo, interprete di Skrain Dukat
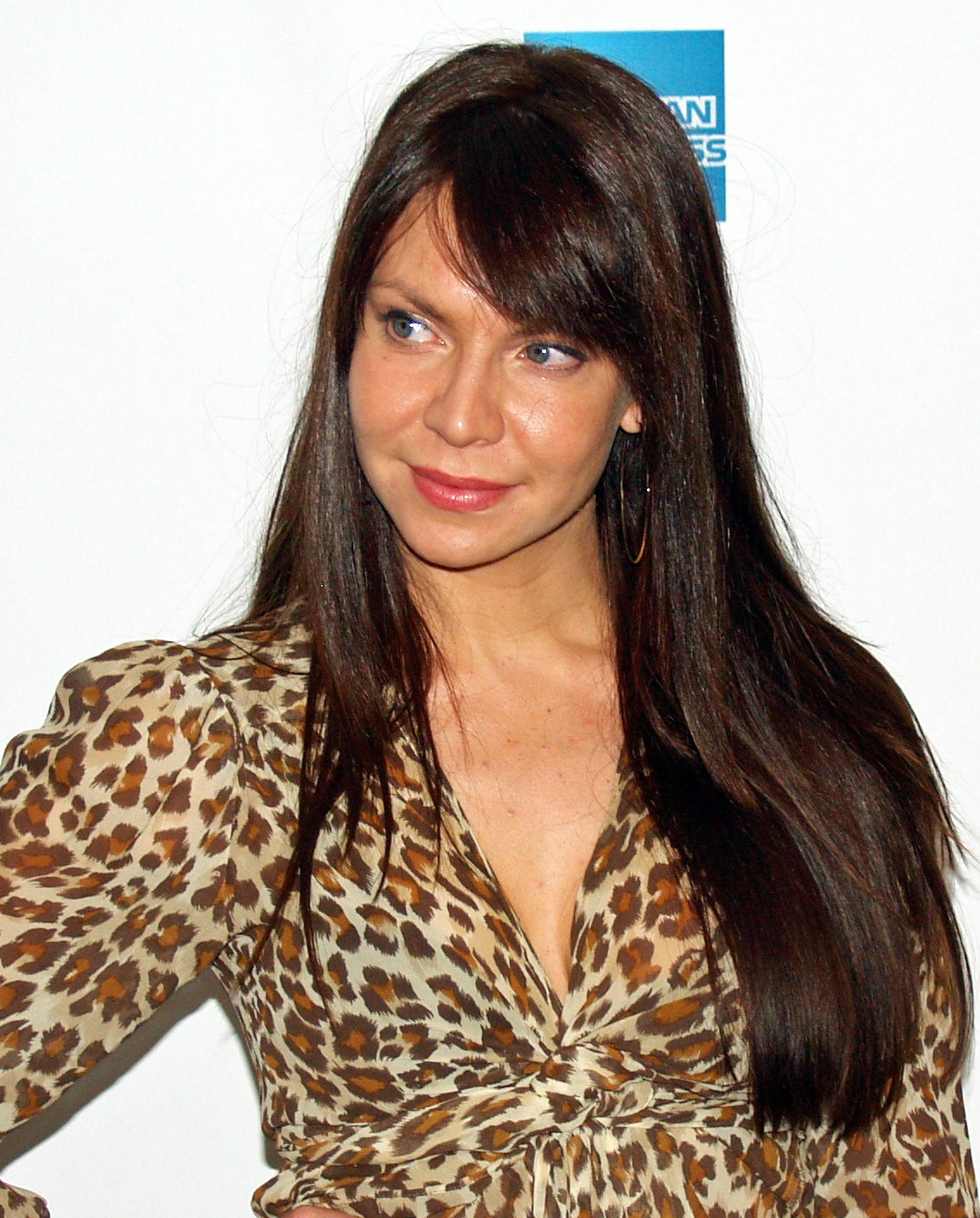
Cyia Batten, interprete di Tora Ziyal
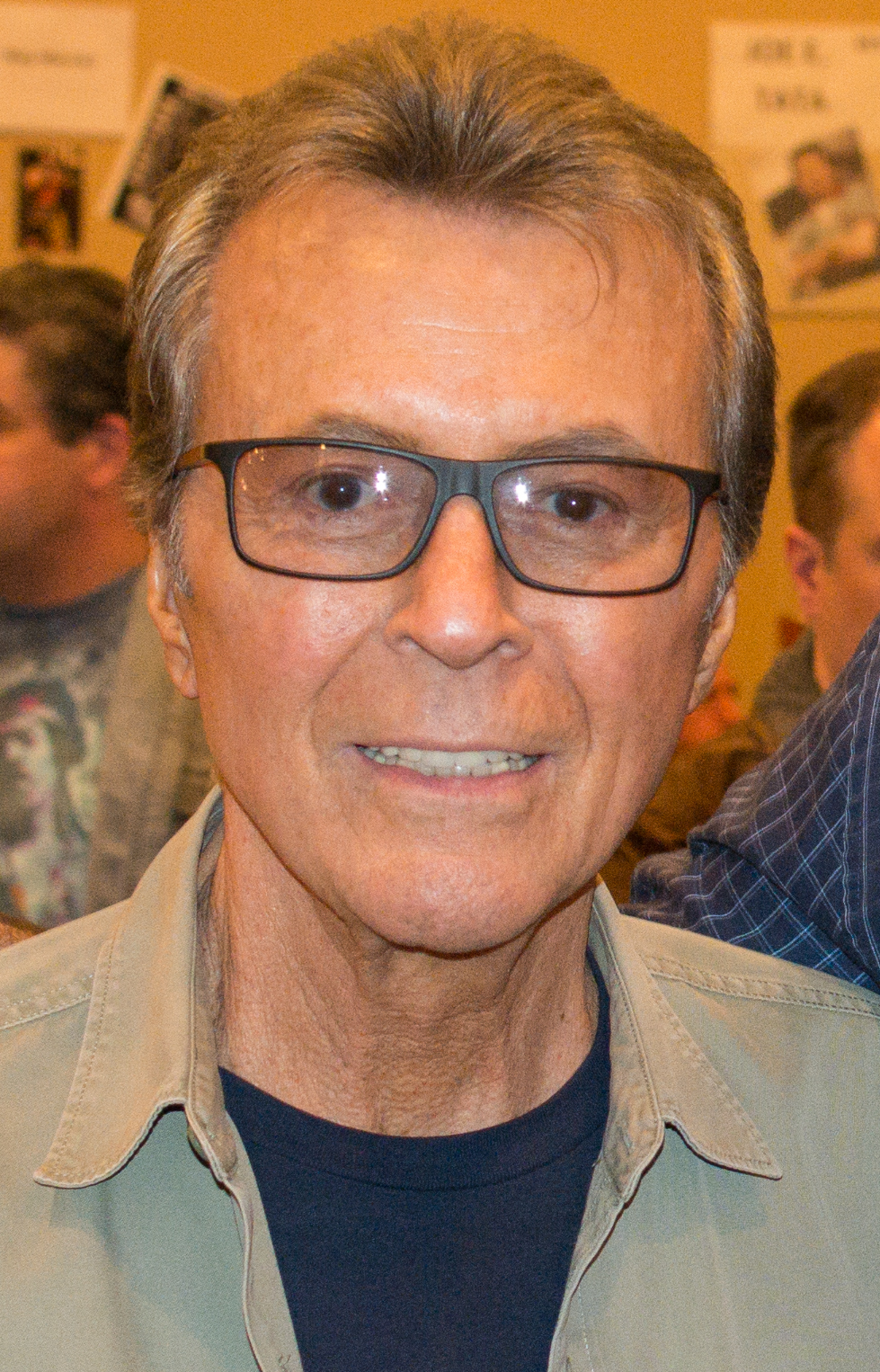
James Darren, interprete di Vic Fontaine
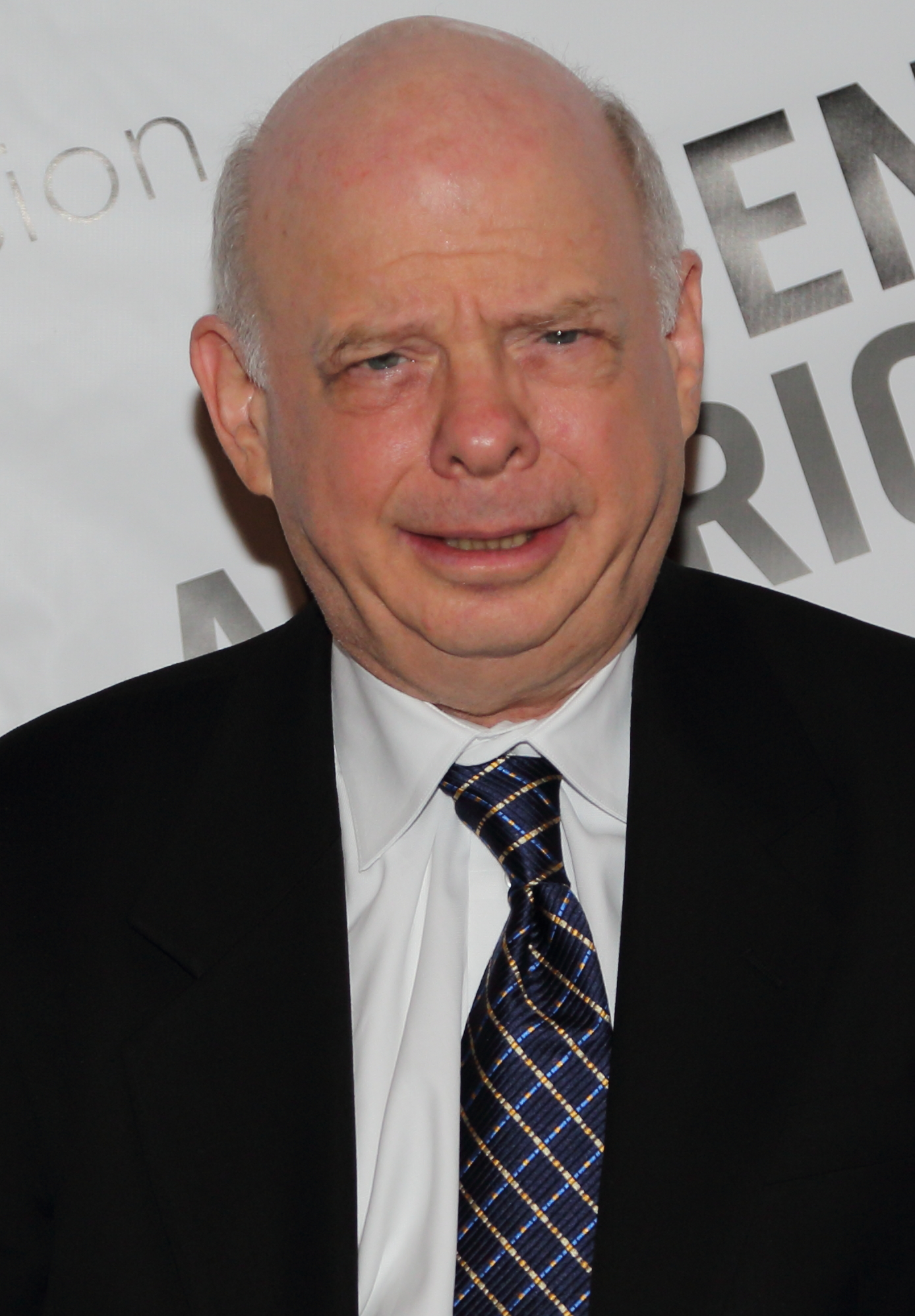
Wallace Shawn, interprete del Grande Nagus Zek